# Cimișlia
Cimișlia este un oraș situat în partea sudică a Republicii Moldova, în raionul Cimișlia, pe râul Cogâlnic, mai la sud de Hâncești, la 68 km de Chișinău.
Orașul Cimișlia este reședința Regiunii de Dezvoltare Sud a Republicii Moldova.

## Etimologie
Preotul Iacob Iusipescu, care a făcut prima încercare de a scrie și de a publica istoria Cimișliei în anul 1874, explica, pe baza legendei locale, că Lia ar fi fost un nume turcesc de fată, iar Cimiș ar fi fost numele dat constructorilor și zidarilor din acea vreme. Cele două cuvinte sunt într-adevăr turanice, dar în realitate ili desemnează o așezare permanentă, și se regăsește în alte denumiri precum Coștangalia sau Mangalia, dar și la Caracalpaci („șomișli”), Turcmeni („ciumiclî-tabun”), Bașchiri („ciumucili”), Tătarii nogai din nordul Caucazului („șomișli”, „șomișli-as”, „cimișlu-as”), iar Cimiș are la bază etnonimul çumeç-ili – cunoscută denumire a unui trib tătăresc care a colindat și pe meleagurile noastre. 
Astfel, denumirea orașului reprezintă un toponim de origine tătaro-nogaic, dedus din numele tribal ciumecili - „trib cu dangaua în formă de căuș” (< tăt. ciumeci „căuș” + sufixul apartenenței -li).

## Geografie

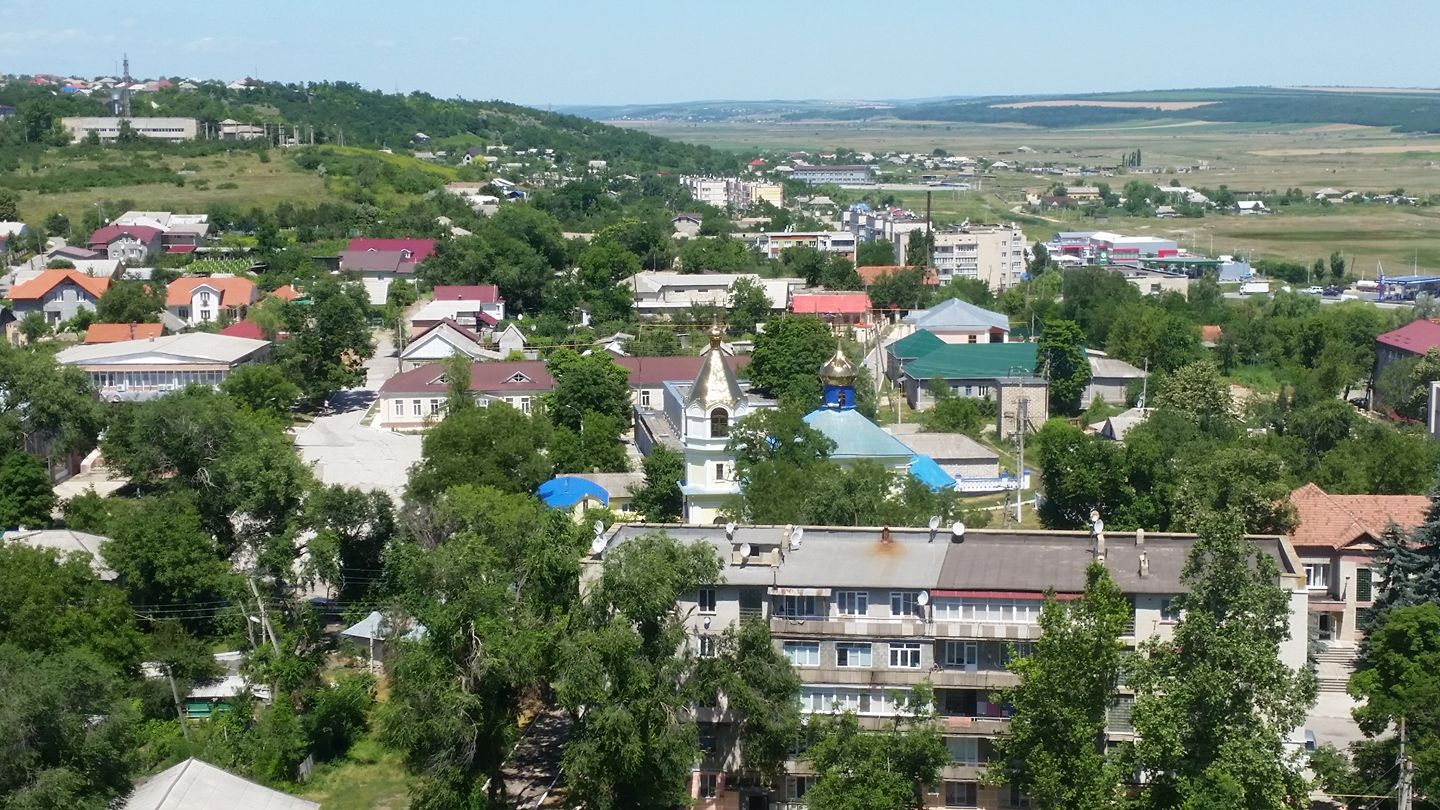
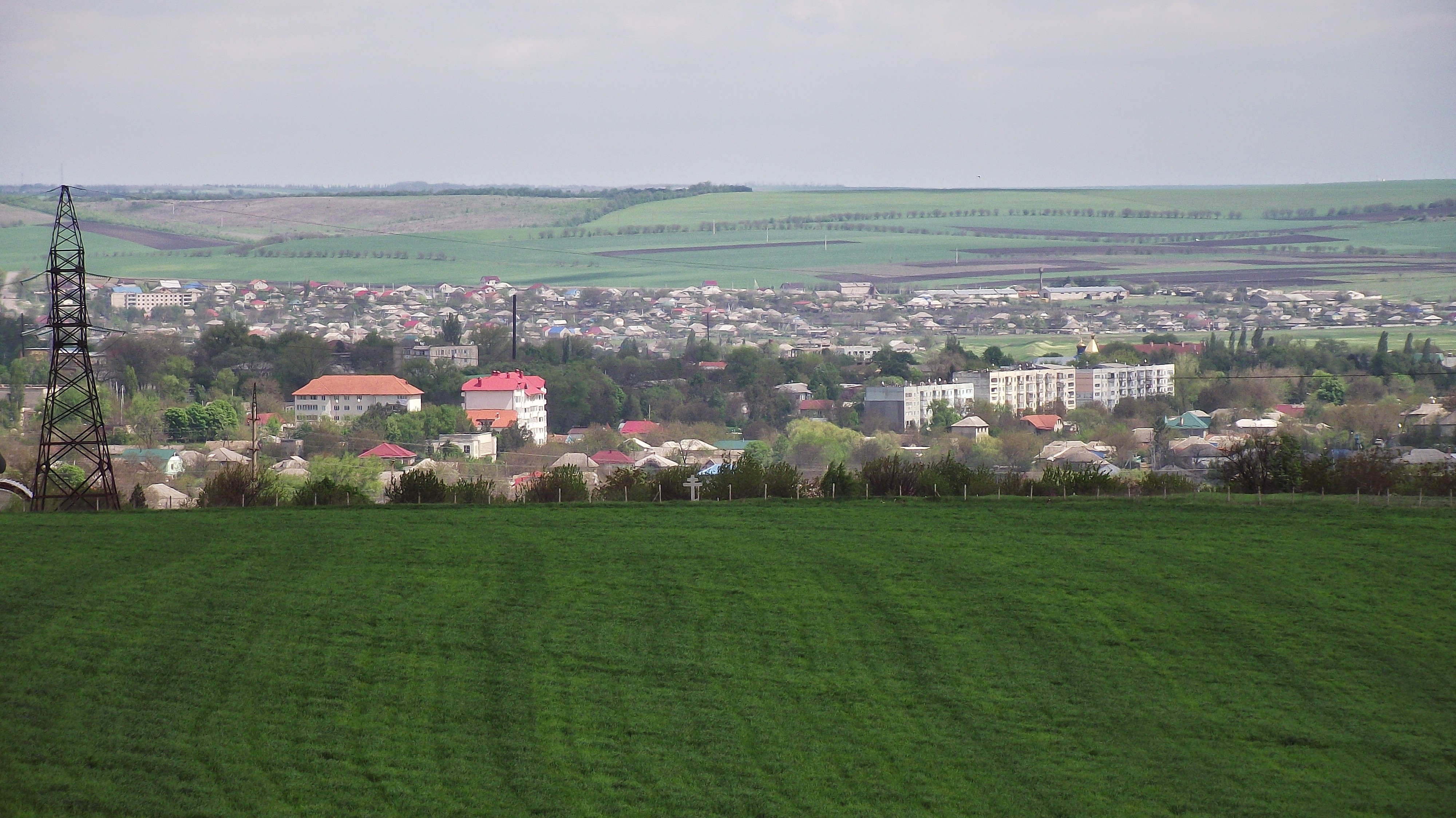
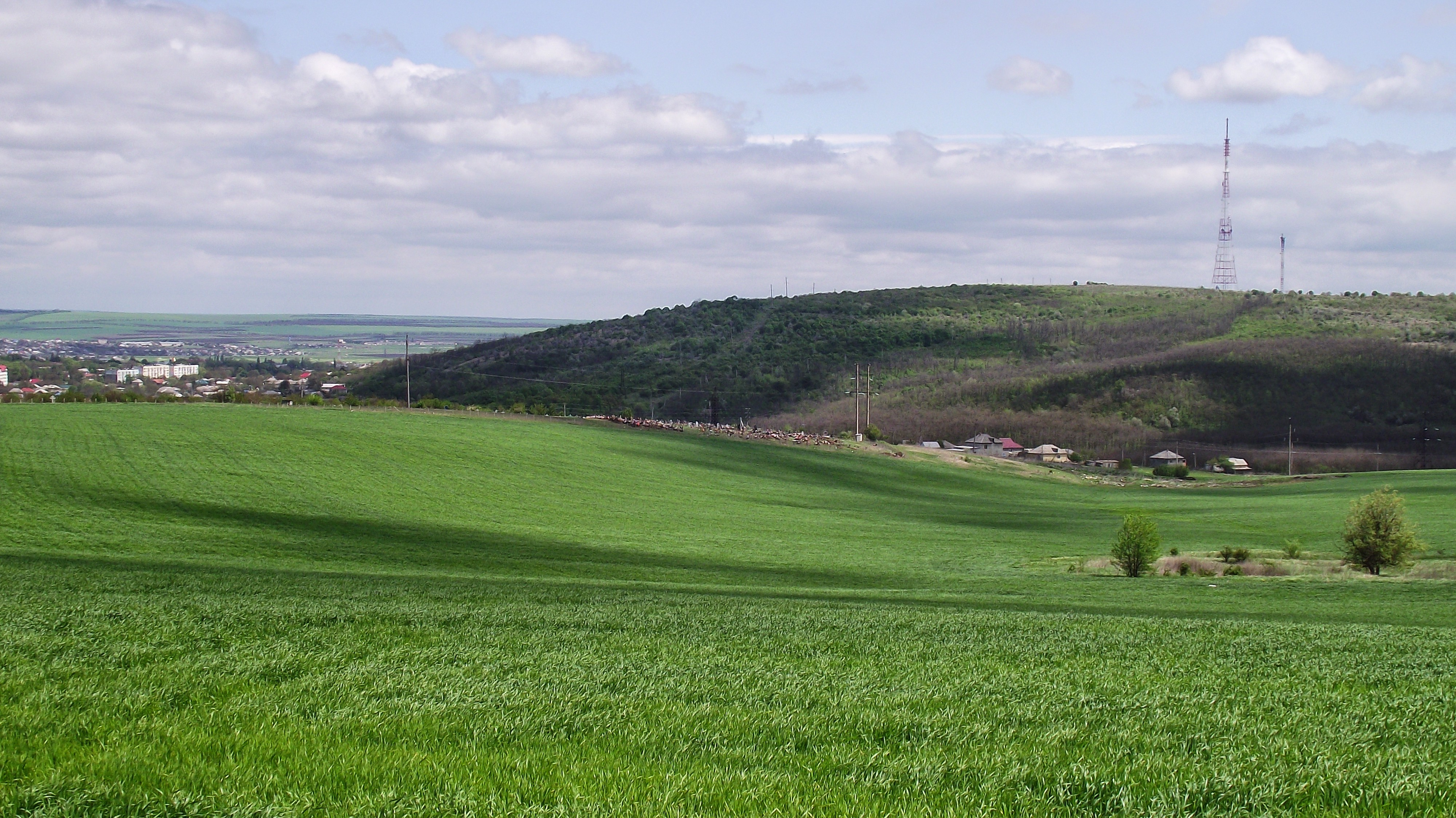
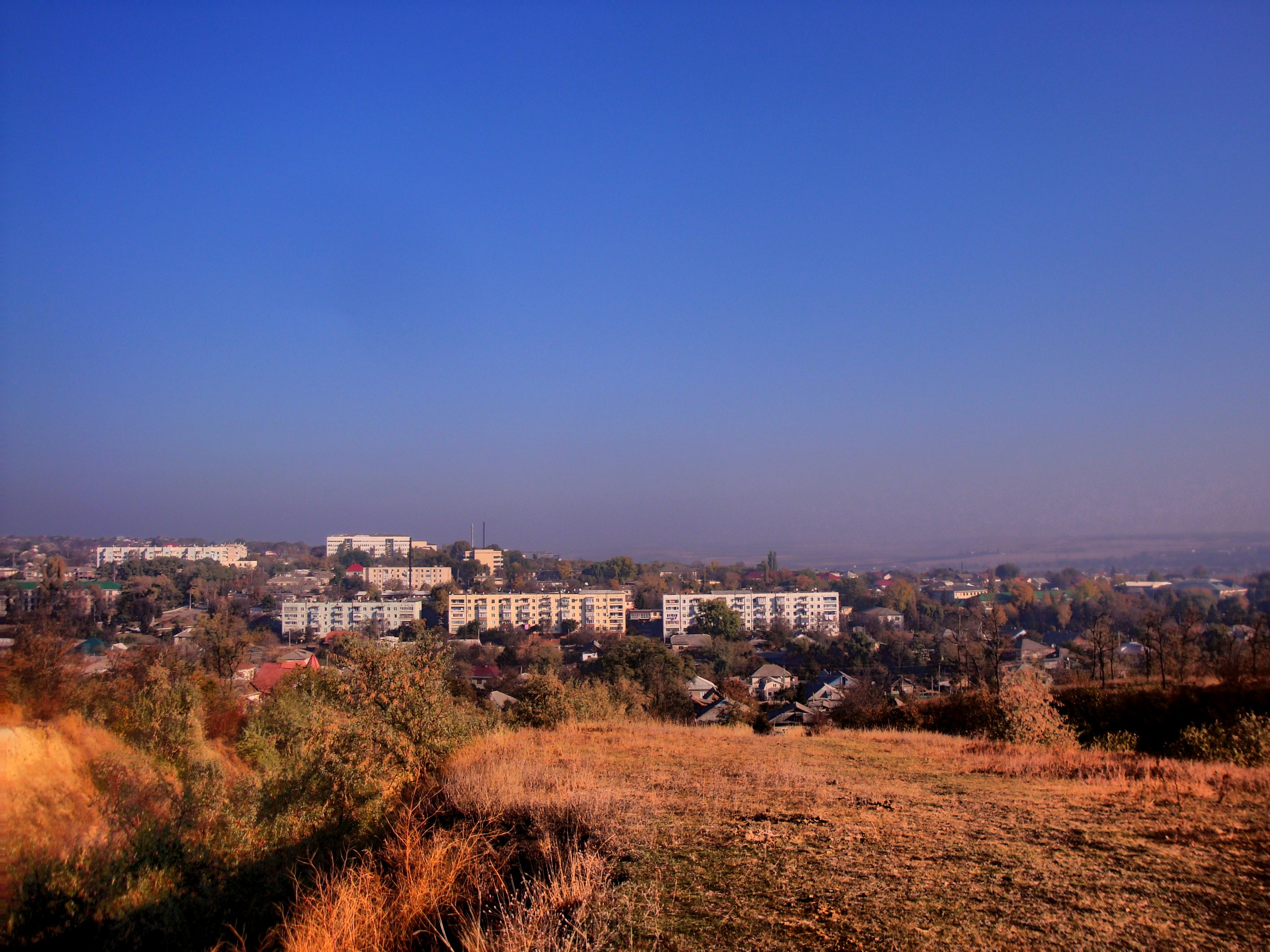

Orașul Cimișlia este situat în partea sudică a Republicii Moldova, în raionul Cimișlia, pe malurile râului Cogâlnic, la o distanță de 68 km de capitala Chișinău, la intersecția drumurilor de importanță republicană: Chișinău - Bolgrad, Chișinău - Giurgiulești, Tiraspol - Leova, Comrat aflându-se la o distanță de 30 km Cimișlia, Căușeni se află la o distanță de 57 km de Cimișlia, Hâncești se află la o distanță de 35 km față de Cimișlia, 28 km de Basarabeasca și 52 km de Leova.
Suprafața urbană a orașului este de 208,4 ha, suprafața administrativă totală ridicându-se la 14.612 ha, din care 8.413 ha de teren având destinație agricolă (livezi, vii, pământ arabil).
Panorame

### Resurse naturale
Fondul funciar al orașului Cimișlia este destul de mare și constituie 11.920 ha datorită faptului că în componența orașului intră câteva sate. Tot din acest motiv prevalează în structura lui terenurile cu destinație agricolă, care constituie 62,4%.
Fondul acvatic al orașului este format din suprafața râului Cogâlnic, care intersectează orașul, și iazuri cu o suprafață totală de 134,4 ha.
La sud de oraș sunt amplasate râpele de la Cimișlia, o arie protejată din categoria rezervațiilor peisagistice.

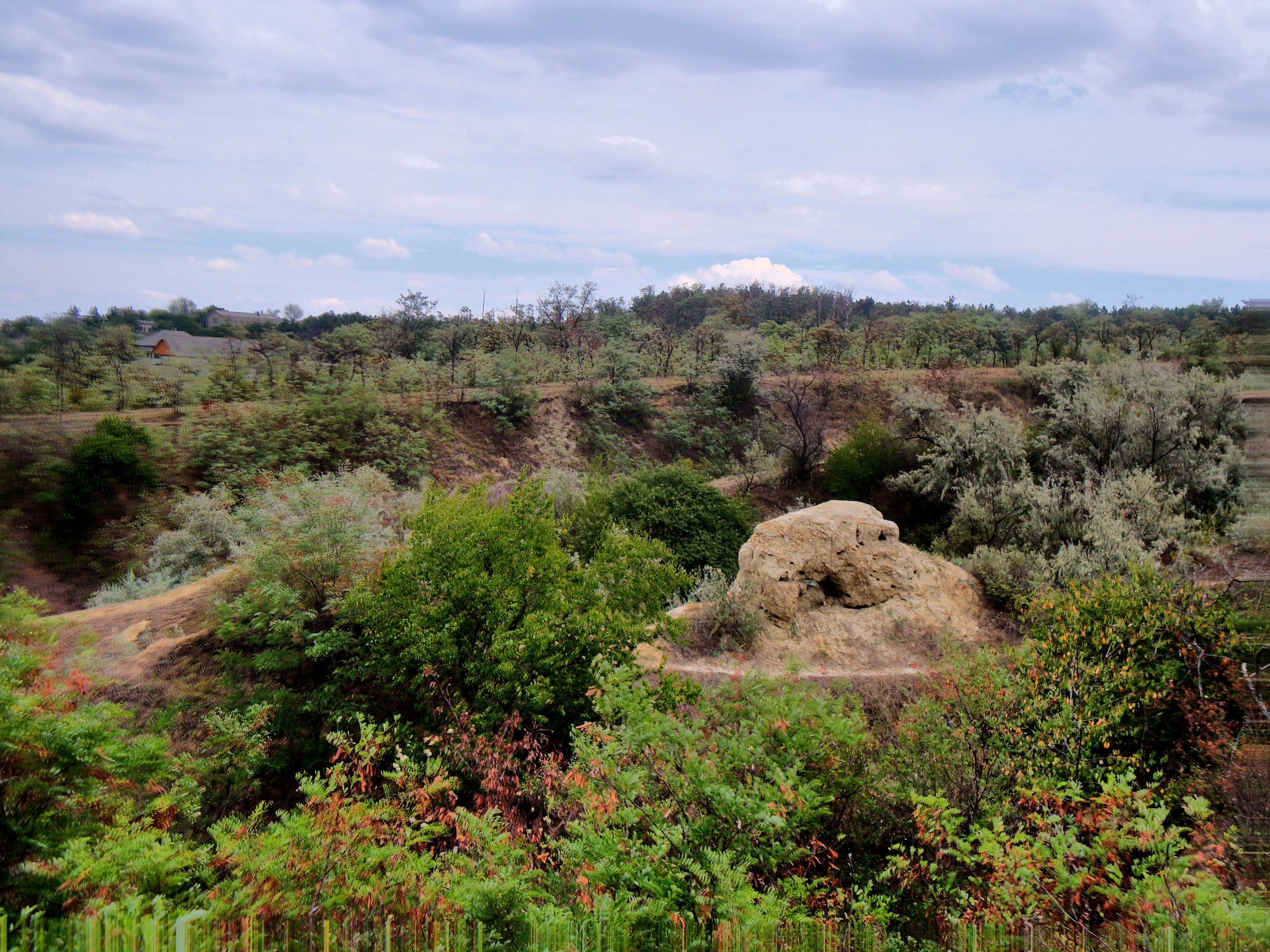
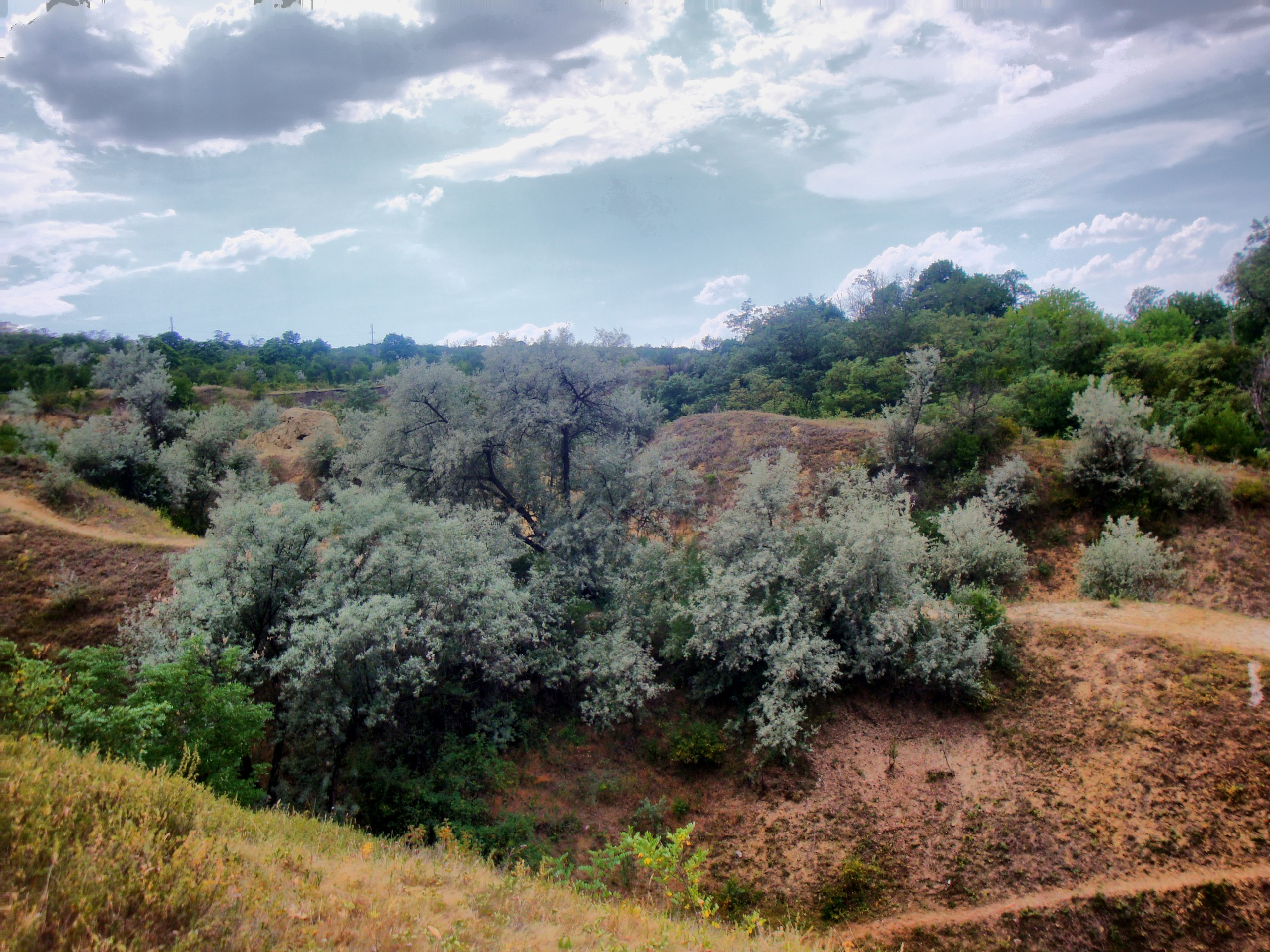
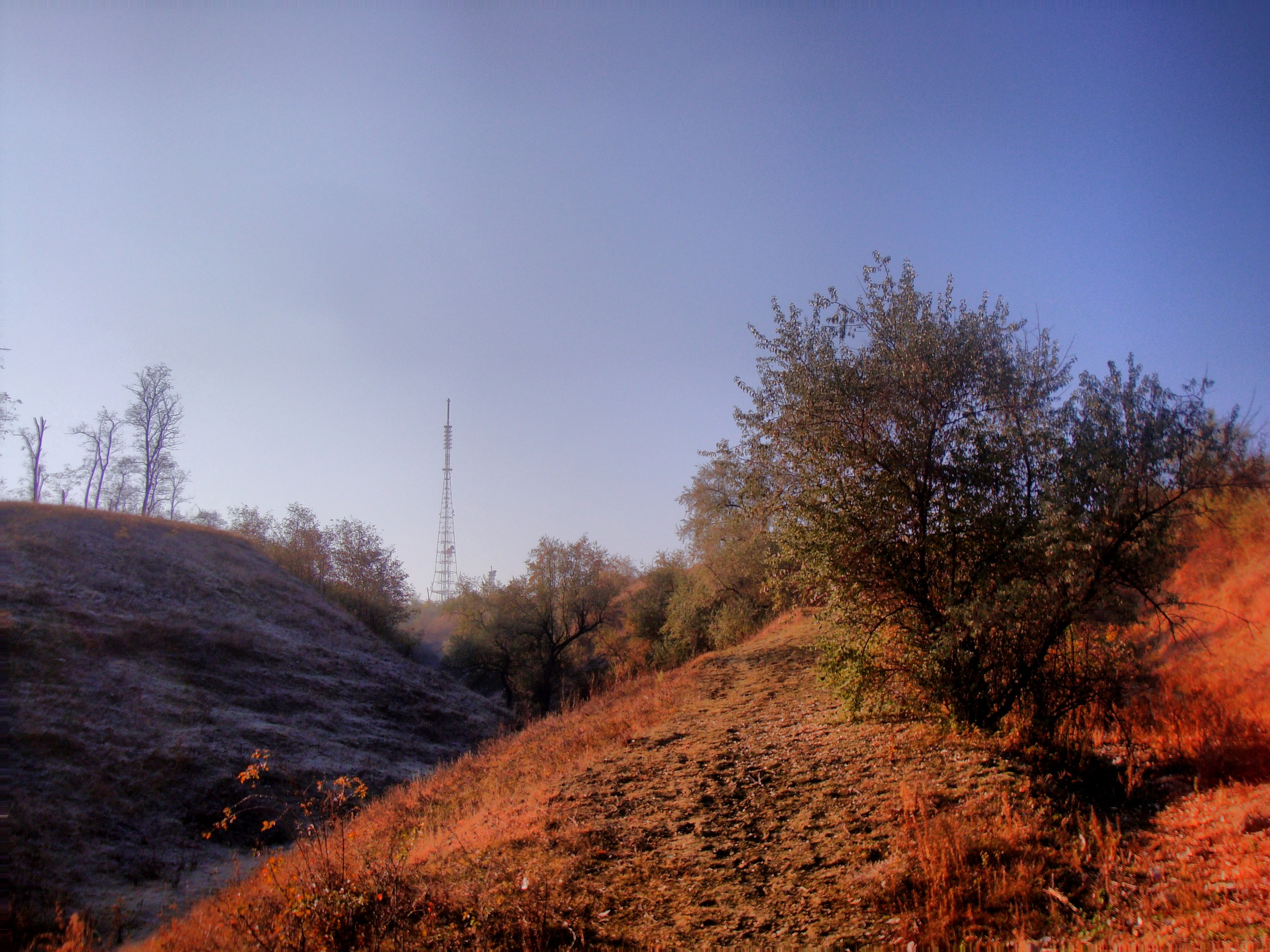
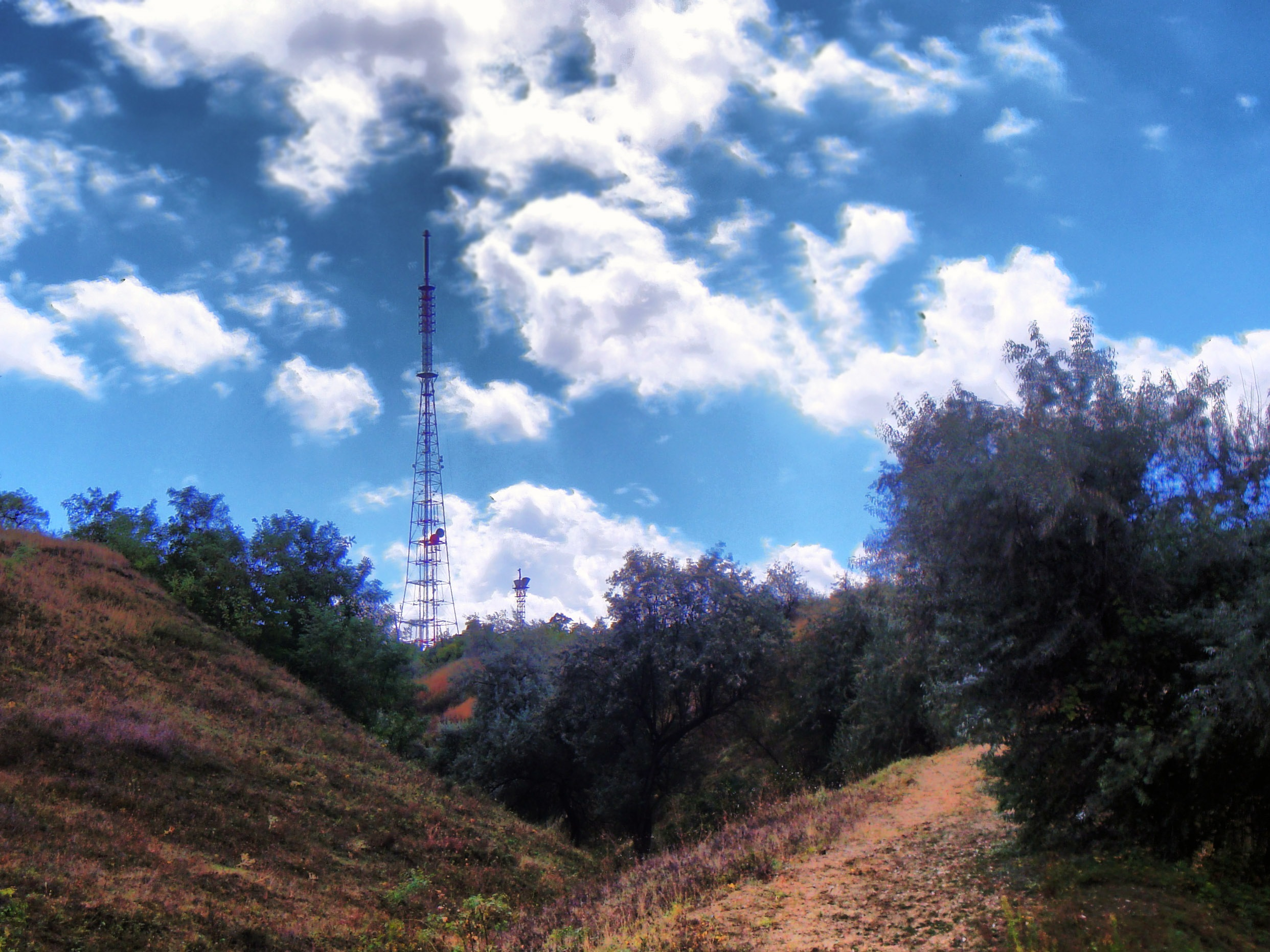

### Patrimoniul fosilifer
Cuiburile fosilifere descoperite de I. Suhov în 1932 conțin oseminte - rămășițe ale unei faune cu hiparioni de tip turolian care a fost studiată și descrisă în numeroase monografii editate la București (Ion Simionescu et al.) și Moscova (L. Gabunia). Aceste cuiburi prezintă interes pentru corelări geologice și reconstituiri paleogeografice.
Cuiburile fosilifere au statut de rezervații științifice protejate și se întind pe un teritoriu de 256 ha, situate în râpele din sud-estul orașului.

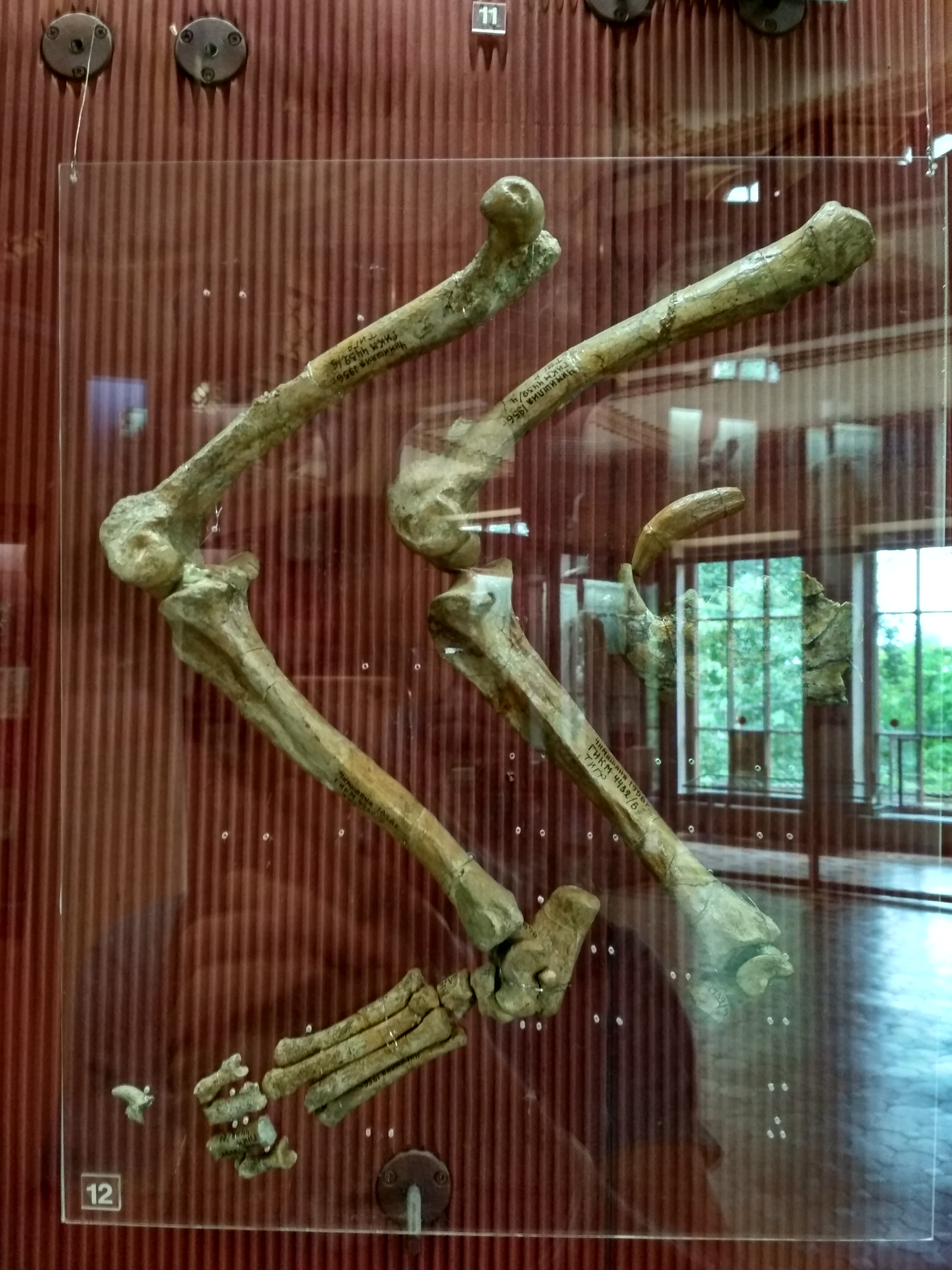
Picioare posterioare ale unui tigru preistoric, descoperit la Cimișlia.
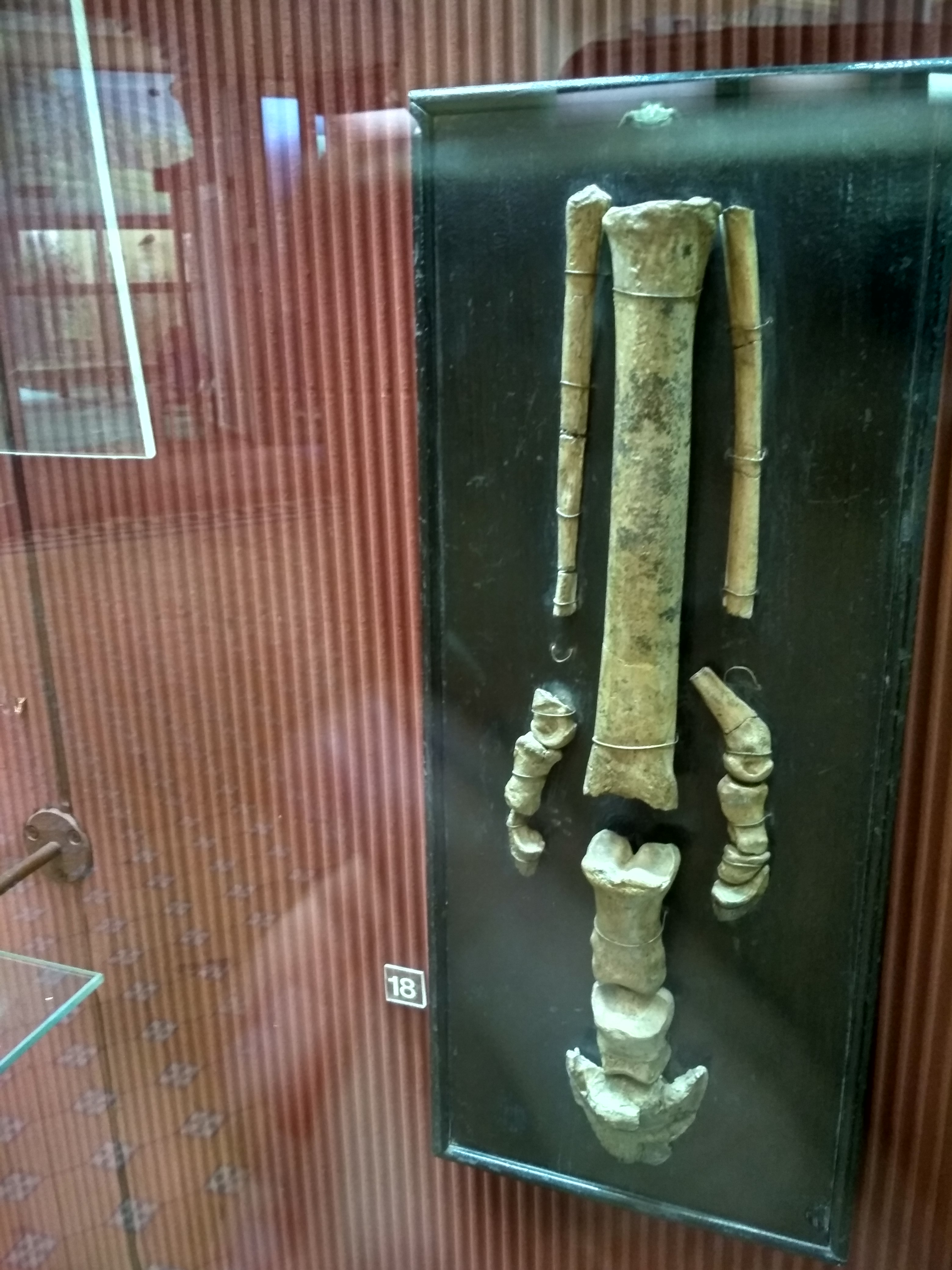
Picioarele unui Hipparion (cal preistoric), descoperit în același loc.

## Istorie

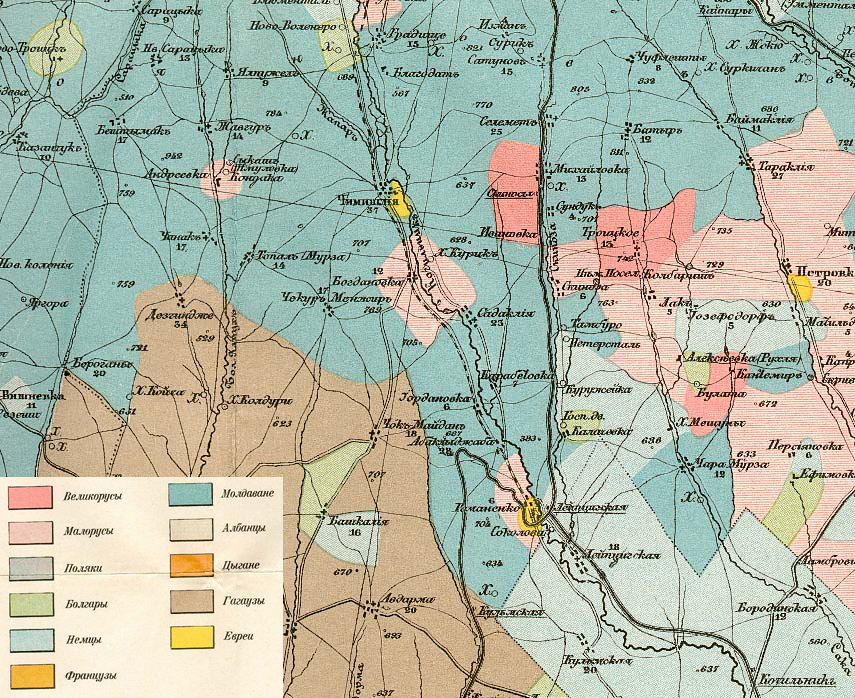
Structura etnică adiacentă orașului în 1907

Localitatea Cimișlia intră în istoria scrisă a Moldovei încă din prima jumătate a secolului al XVII-lea. Prima mențiune este din 4 iulie 1620 (a se vedea referințele din lucrările istoricului contemporan Vladimir Nicu) : aici s-au așezat tătarii, care, devenind majoritari, îi dau denumirea de Cimișlia. Ce este sigur, este că aici locuiau moldoveni și tătari împreună, primii țărani și oieri, ceilalți cu precădere crescători de cai. La temelia legendei despre numele așezării stă și o variantă locală a poveștii de dragoste cu Romeo și Julieta, care există și la Criuleni cu perechea Criu și Leana, dar aici cei doi tineri se numesc Cimiș și Lia iar sfârșitul este mai vesel. Demult, tare demult, spune legenda, ei locuiau în două sate megieșe Cogâlnic și Recea. În zorii unei zile, băiatul a ieșit în câmp cu plugul, iar fata cu o desagă de boabe aurii. Flăcăul trăgea brazdă adâncă, iar fata arunca boabele în pământul roditor. Și din ziua aceea încolți dragostea lor. Și așa de gingaș și de curat se iubeau încât, pe unde treceau, izvoarele murmurau, câmpiile înverzeau, florile înfloreau. Și doar părinții s-au pus împotriva dragostei lor. Atunci cei doi îndrăgostiți într-o Luni dimineața au plecat de-acasă, luând cu ei un plug și o desagă cu grâu. Și acolo unde „...dealurile greoaie până-n cer urcară, se lăsau înghesuite în cântări...”, ei au tras brazde noi, au arat și semănat până a înserat. Marți un izvor din inima pământului au desfăcut. Miercuri o roată de lut au călcat. Joi ei casă au înălțat. Vineri tot la ea au lucrat. Sâmbătă s-au cununat și la nuntă au jucat și au avut: „...nuntași brazi și păltinași, preoți munții mari, păsări - lăutari...”. și abia Duminică s-au odihnit în voie. Auzind de traiul lor fericit, tinerii din satele vecine au prins a se așeza pe această vatră binecuvântată, spunându-le părinților și neamurilor, că se duc la Cimiș si Lia : Cimișlia.
De fapt realitatea a fost cu mult mai crudă cu localnicii. Deși în 1827, sub stăpânirea rusească, Cimișlia a devenit centru administrativ, localitatea nu avea dispensar (sau, cum se spunea atunci: spital de zemstvă); mulți din locuitori au murit din cauza ciumei și a fost nevoie de un cimitir special în partea sud-estică a localității.

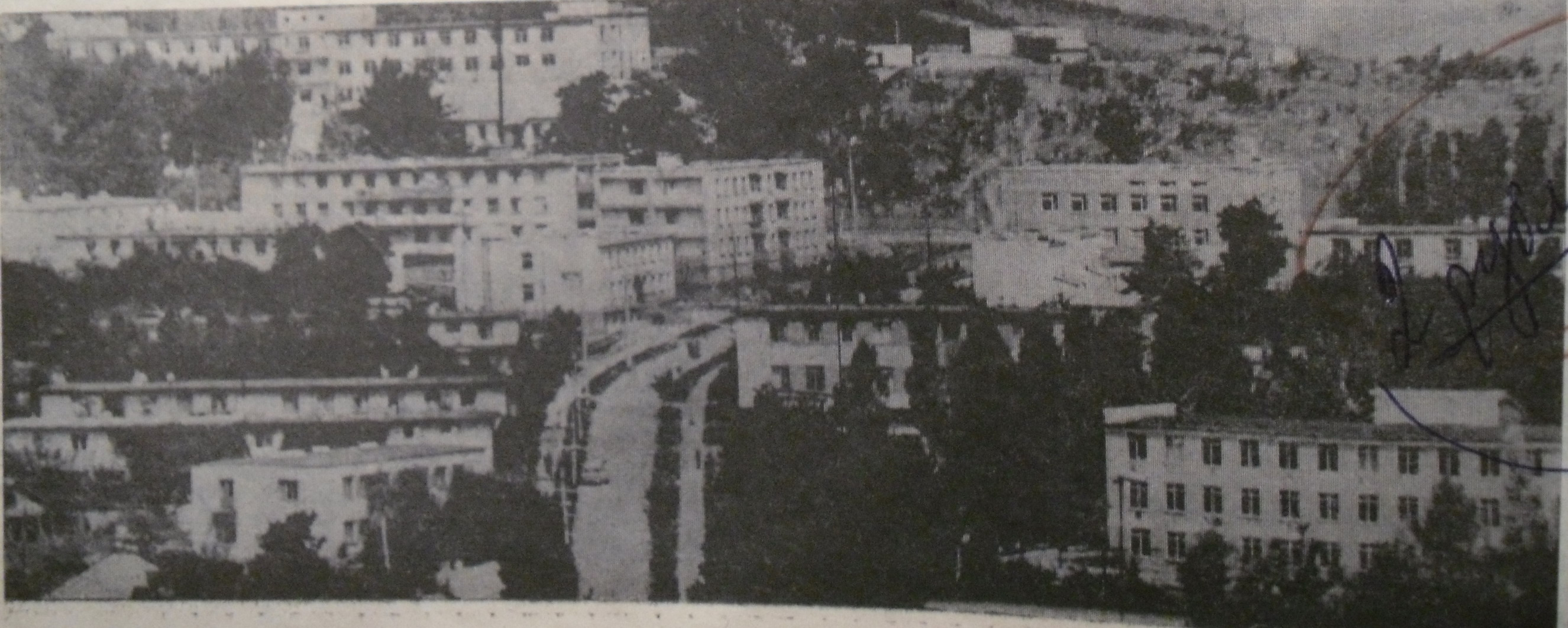
Cimișlia în 1976

Situat în stepa Bugeacului, pe râulețul Cogâlnic, orășelul a avut de suferit adesea și din urma secetei ce se abătea adesea în zonă. Dimitrie Cantemir, în lucrarea sa Descrierea Moldovei, referindu-se la acest râu, afirma: „Cogâlnic se poate spune că n-are de loc izvoare, ci numai se umple în urma ploilor de toamnă și doar atunci se poate numi râuleț, toată vara stă secat. Și cu părere de rău această descriere corespunde și zilelor noastre”.
În anul 1840 localitatea primește statut de târg. 1844 aici se deschide prima școală (de limba rusă), în 1885 abia apare și dispensarul (un medic și un felcer). În perioada interbelică (1918-1940), Cimișlia face parte din județul Tighina, mai apoi, sub stăpânirea Sovietică devine centru raional ceea ce este și în prezent.
În componența primăriei orașului intră și satele (cu denumiri rusești) Dimitrovca, Bogdanovca Veche și Bogdanovca Nouă.
Din august 1993 Cimișlia întreține relații de înrudire cu orașul Hârlău, județul Iași.

## Stemă și drapel
Stema orașului Cimișlia reprezintă: Pe albastru, o balanță romană de argint ieșind din flancul senestru al scutului, pe talgerul căreia este pus un spic de aur, și însoțită în cantonul scutului de dangaua Ciumeci, de asemenea de aur. Scutul timbrat de o coroană murală de aur cu trei turnuri.
Semn în forma unui inel cu coadă dreaptă sau întoarsă reprezintă tamgala/dangala denumită „ciumeci” – căuș, provenită de la numele un trib de tătari. Această danga a fost preluată în calitate de emblemă grăitoare în stema orașului Cimișlia, fiind mobila cea mai individualizatoare pentru localitatea dată. Importanța ei primordială a fost marcată prin colorarea în aur și plasarea în cantonul scutului – un loc de maximă onoare. Culoarea albastră este culoarea cadrului natural: albastrul azur este culoarea cerului, a infinitului, a visului, a vieții pașnice și libere. În heraldică, albastrul este un simbol al fidelității și perseverenței. Albastrul este, totodată, culoarea identitară a civilizației europene, culoarea Europei unite. Coroana murală de aur cu trei turnuri, care timbrează scutul stemei, arată statutul de oraș-reședință de raion pe care îl deține orașul Cimișlia în ierarhia localităților Republicii Moldova.
Drapelul orașului Cimișlia reprezintă o pânză dreptunghiulară (2:3), albastră, purtând un brâu galben (1/5 h) pe mijloc și dangaua Ciumeci, de asemenea galbenă, în cantonul de la hampă. Drapelul urban a fost elaborat în baza stemei, prin metode specifice vexilologiei, și păstrează toate semnificațiile deja evocate ale stemei orașului.

## Demografie

### Structura etnică
Structura etnică a orașului conform recensământului populației din 2004:
| Grup etnic         | Populație | % Procentaj |
| ------------------ | --------- | ----------- |
| Moldoveni / Români | 11.174    | 86,9%       |
| Ucraineni          | 562       | 4,37%       |
| Ruși               | 550       | 4,28%       |
| Bulgari            | 339       | 2,63%       |
| Găgăuzi            | 123       | 0,96%       |
| Țigani             | 22        | 0,17%       |
| Alții              | 87        |             |
| Total              | 12.858    | 100%        |

## Economie

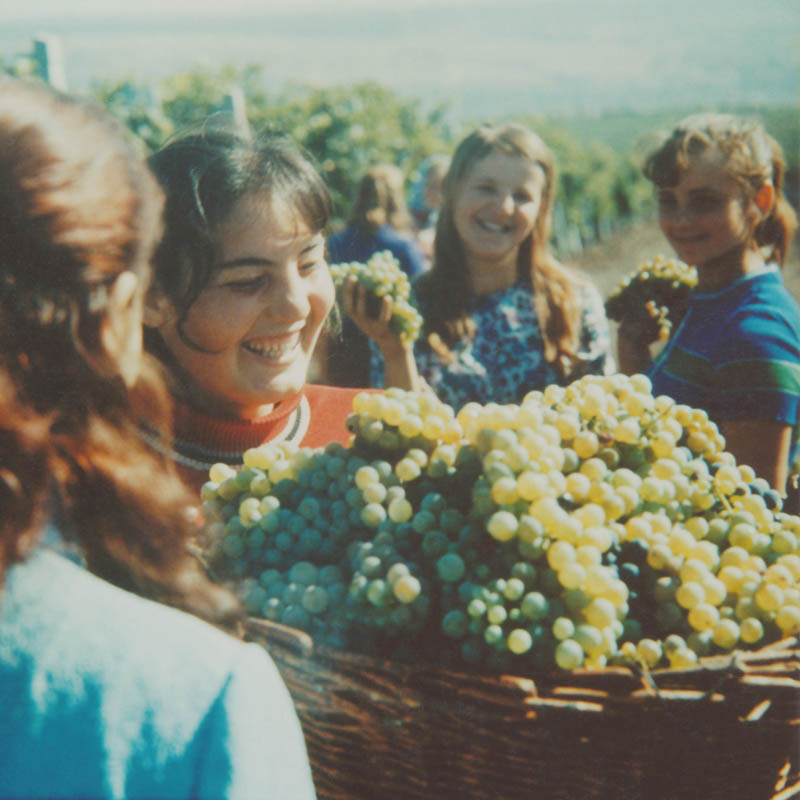
Târgul de vie (1972)

În oraș sunt peste 1.000 de agenți economici dintre care cei mai mulți sunt gospodării țărănești – 512. Aceasta se datorează faptului că orașul dispune de o suprafață mare de teren agricol, comparativ cu alte orașe similare. În oraș mai activează 320 de întreprinderi individuale, 24 de societăți pe acțiuni, 107 societăți cu răspundere limitată, 2 întreprinderi de stat, precum și alte tipuri de antreprenori. Economia locală este reprezentată preponderent prin complexul agroindustrial cu o rețea bine dezvoltată a industriei de prelucrare a producției agricole. Sectorul industrial este reprezentat de industria alimentară din produse animaliere, legume, pomicole, viticole, de panificație și produse lactate.
Principalii agenți economici sunt agrofirma „Cimișlia” S.A. care dispune de o capacitate de prelucrare a strugurilor în volum de circa 53 mii tone pe sezon. În componența agrofirmei intră 2 fabrici de vin cu capacități de 40 și, respectiv, 10 mii tone cu două secții moderne pentru îmbutelierea vinului.
Un alt agent economic este combinatul de producere cu o capacitate de prelucrare a fructelor și legumelor de 18 milioane de borcane convenționale. Fabrica de produse lactate cu o capacitate de circa 18-20 mii tone de lapte anual. Combinatul de carne „Roma” are o capacitate de prelucrare de 10 tone de carne pe zi și producerea a 1,5 tone mezeluri. Agricultura se caracterizează prin cultivarea plantelor și creșterea animalelor. Orașul dispune de un hotel cu 11 locuri. Activitatea de comerț este asigurată de o rețea de magazine cu amănuntul și 2 piețe.

### Finanțele publice locale
Veniturile bugetului local în anul 2002 au constituit 6.801,8 mii lei, cu 56% mai mult decât în anul precedent. Mărirea atât de considerabilă a veniturilor se datorează în mare parte majorării volumului veniturilor defalcate și a transferurilor. În structura cheltuielilor prevalează cele destinate sistemului de educație 3.618,7 mii lei sau 58,4% din totalul cheltuielilor. Ponderea educației în 2000 a fost de 73,5%, în 2001 de 62,4, se poate observa că pe parcursul ultimilor trei ani acest indicator s-a redus continuu, ceea ce înseamnă că autoritățile publice locale dispun de mai mulți bani pentru rezolvarea altor probleme de interes local. O dovadă a celor spuse este volumul cheltuielilor destinate gospodăriei comunale– 1.296,9 mii lei, în valoare absolută este unul din cei mai înalți indicatori din republică.

## Infrastructură
Lungimea totală a drumurilor este de 70,8 km dintre care 12 km. sunt drumuri de importanță națională, restul locale. Din lungimea totală a drumurilor 26,5 km au acoperire rigidă. Orașul dispune de stație de cale ferată, care are o rețea vastă de drumuri și raze spre depozite și întreprinderile industriale și de comerț din oraș. În oraș sunt 4.167 case și apartamente. Din numărul lor total 2.271 sau 54,5% sunt conectate la rețeaua de aprovizionare cu apă, care se alimentează din 10 fântâni arteziene. Restul caselor se alimentează din cele 195 fântâni publice din localitate.
La sistemul centralizat de aprovizionare cu energie termică sunt conectate 29 case și 277 apartamente. Gazificarea orașului Cimișlia este în proporție de 85%.

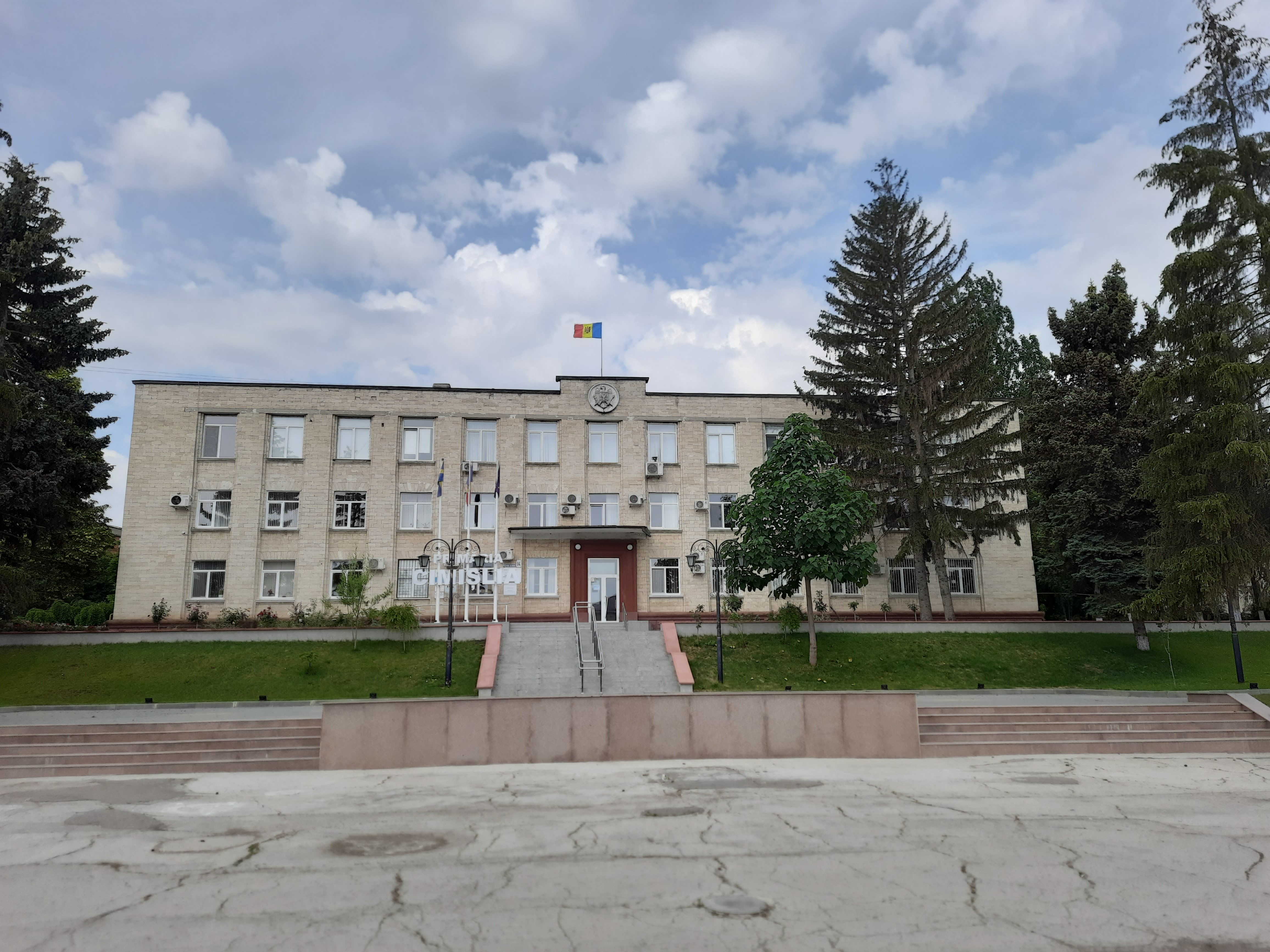
Primăria.
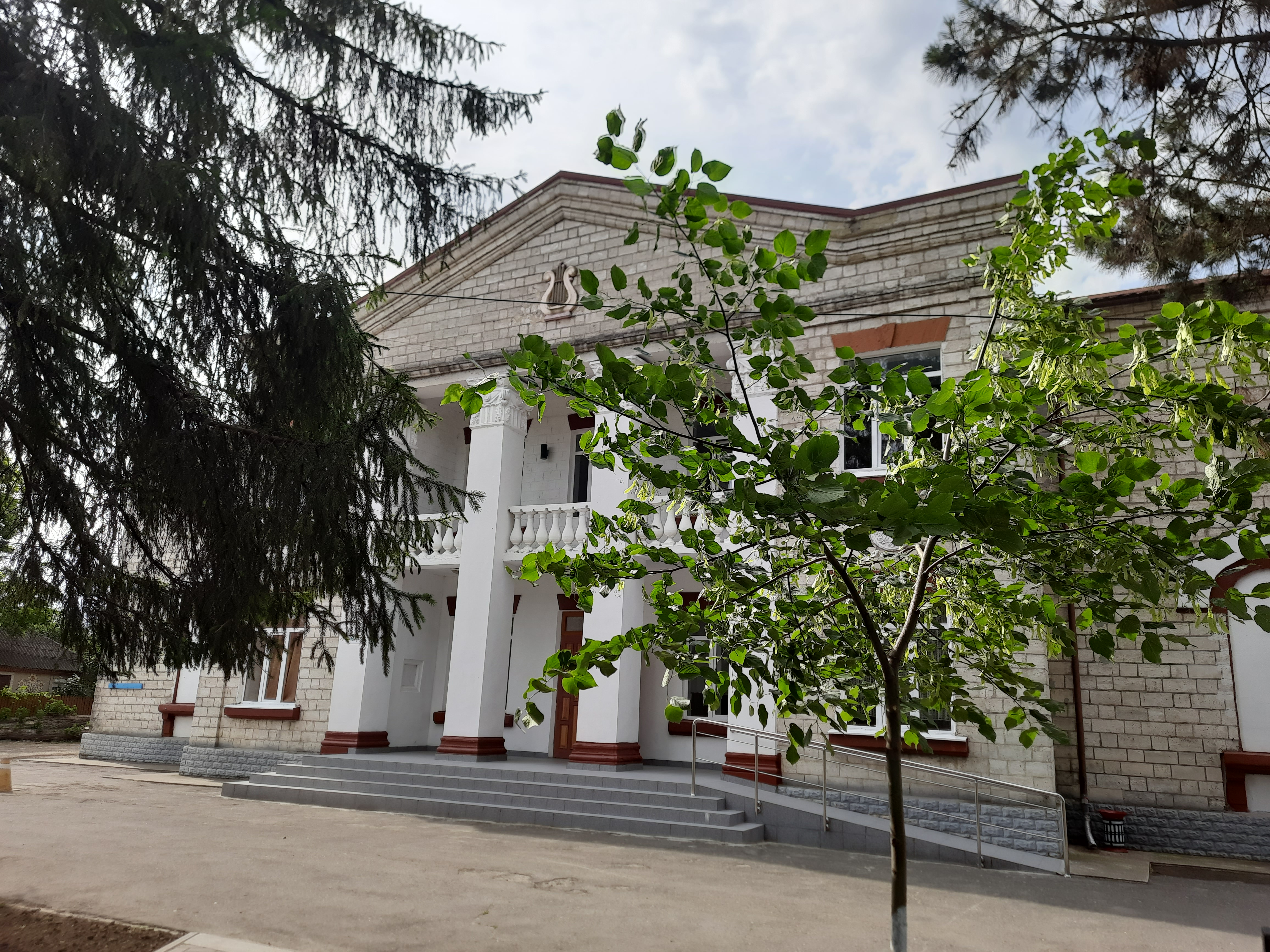
Casa de cultură.
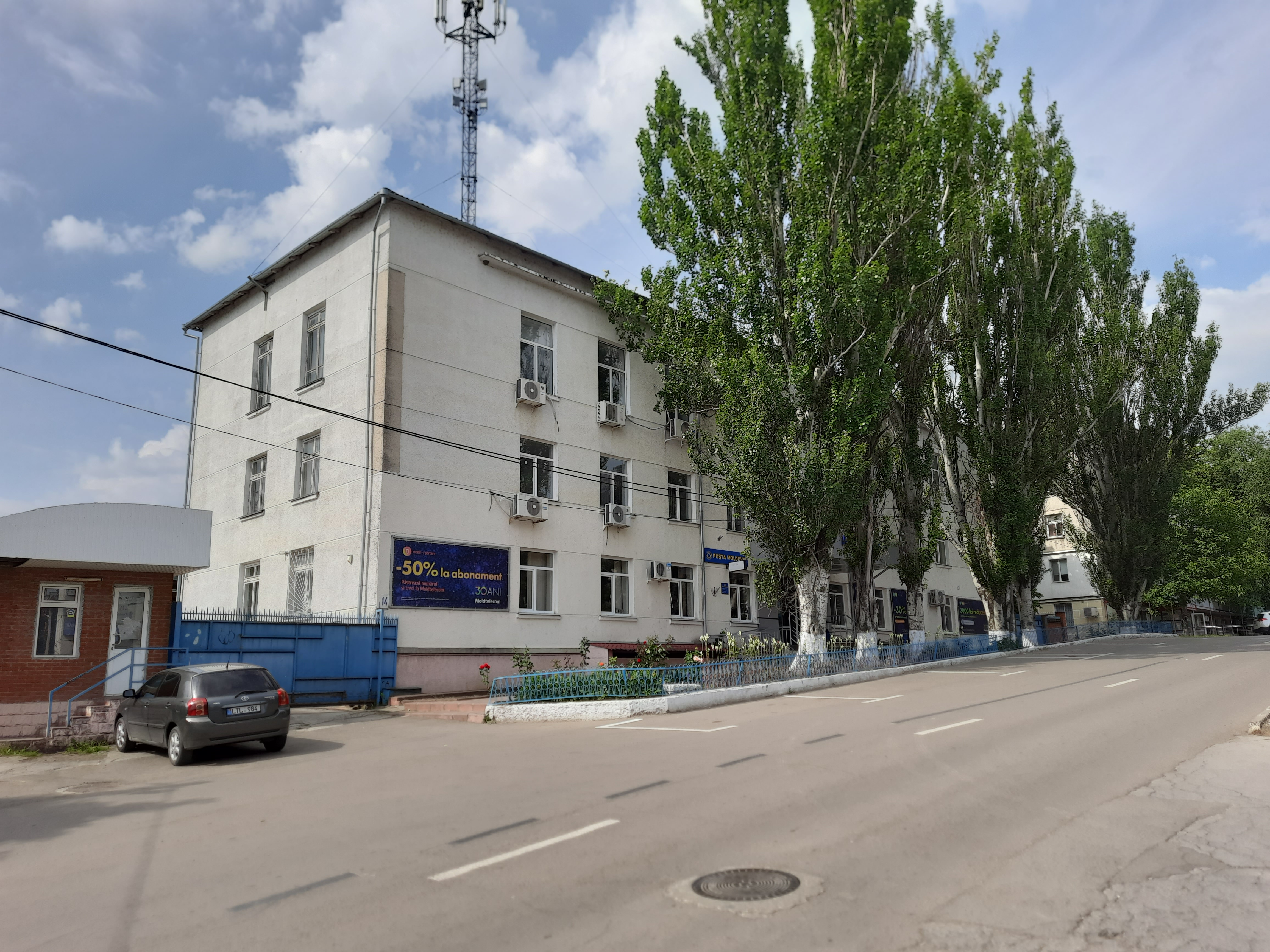
Sediul Moldtelecom.
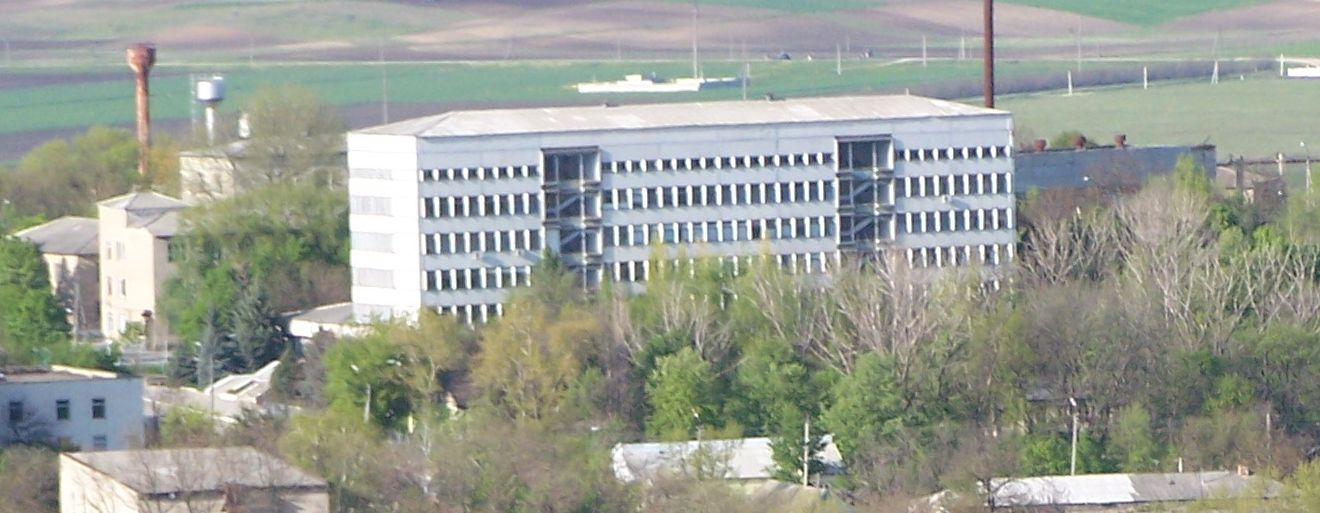
Policlinica raională.
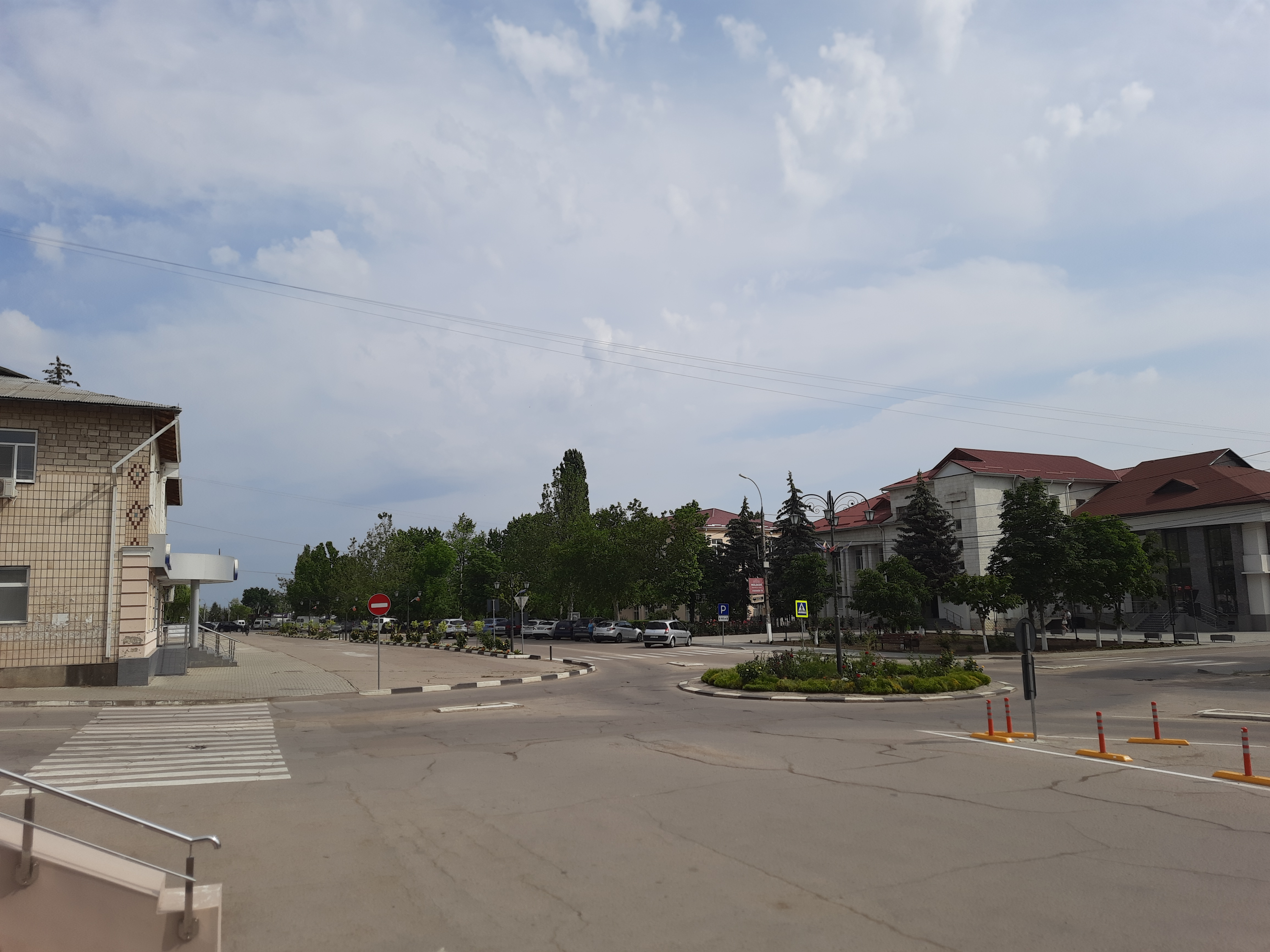

## Administrație și politică

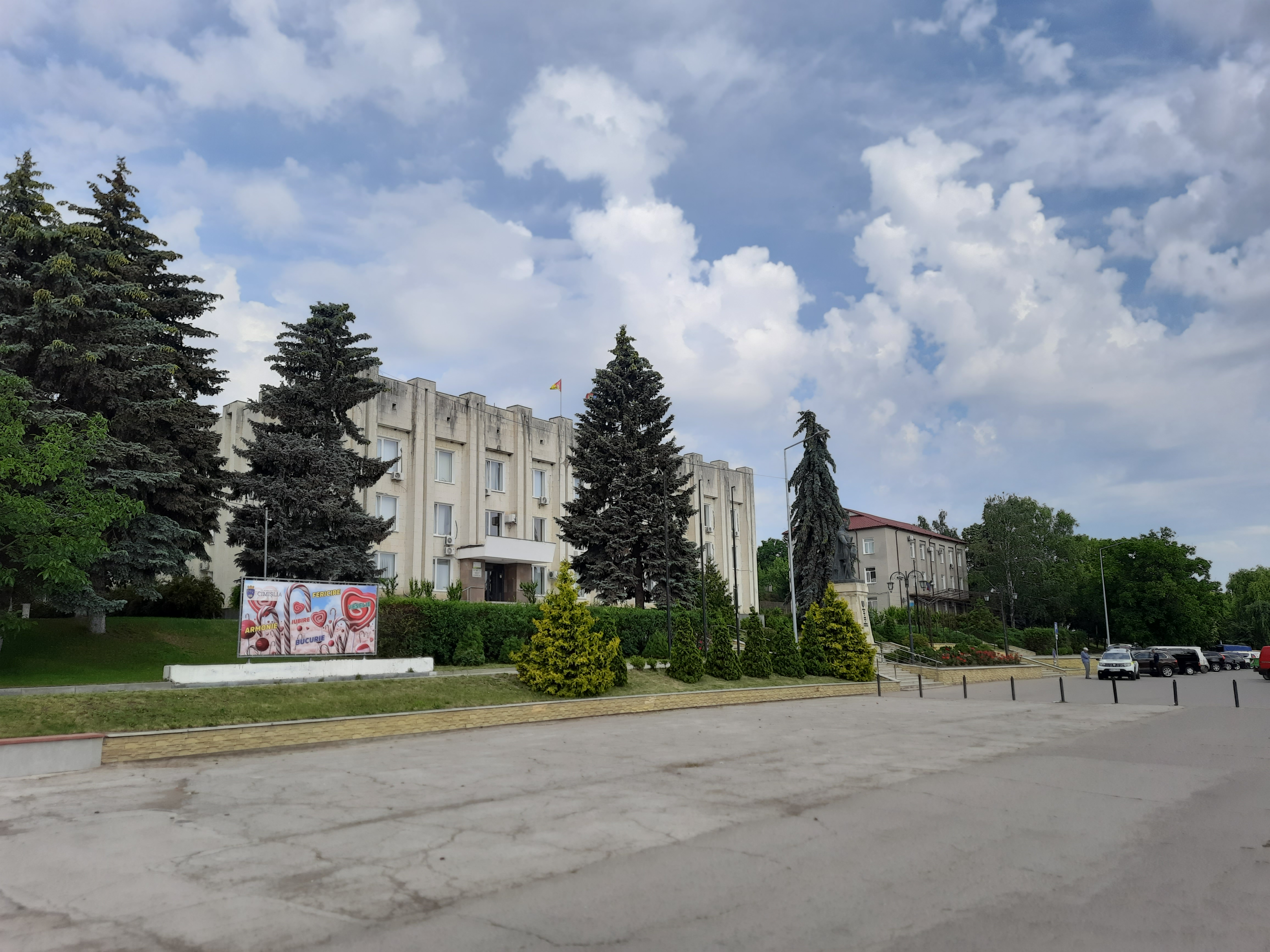
Sediul consiliului raional

Primarul orașului Cimișlia este Sergiu Andronachi (PAS), reales în noiembrie 2023.
Componența Consiliului local Cimișlia (23 de consilieri), ales la 5 noiembrie 2023, este următoarea:
|  | Partid                                       | Consilieri | Componență | Componență | Componență | Componență | Componență | Componență | Componență | Componență | Componență | Componență | Componență | Componență |
|  | -------------------------------------------- | ---------- | ---------- | ---------- | ---------- | ---------- | ---------- | ---------- | ---------- | ---------- | ---------- | ---------- | ---------- | ---------- |
|  | Partidul Acțiune și Solidaritate             | 12         |            |            |            |            |            |            |            |            |            |            |            |            |
|  | Candidat independent ION ȚURCANU             | 1          |            |            |            |            |            |            |            |            |            |            |            |            |
|  | Partidul Schimbării                          | 3          |            |            |            |            |            |            |            |            |            |            |            |            |
|  | Partidul Socialiștilor din Republica Moldova | 3          |            |            |            |            |            |            |            |            |            |            |            |            |
|  | Partidul Social Democrat European            | 2          |            |            |            |            |            |            |            |            |            |            |            |            |
|  | Candidat independent OLGA GORBAN             | 1          |            |            |            |            |            |            |            |            |            |            |            |            |
|  | Partidul Comuniștilor din Republica Moldova  | 1          |            |            |            |            |            |            |            |            |            |            |            |            |

## Social

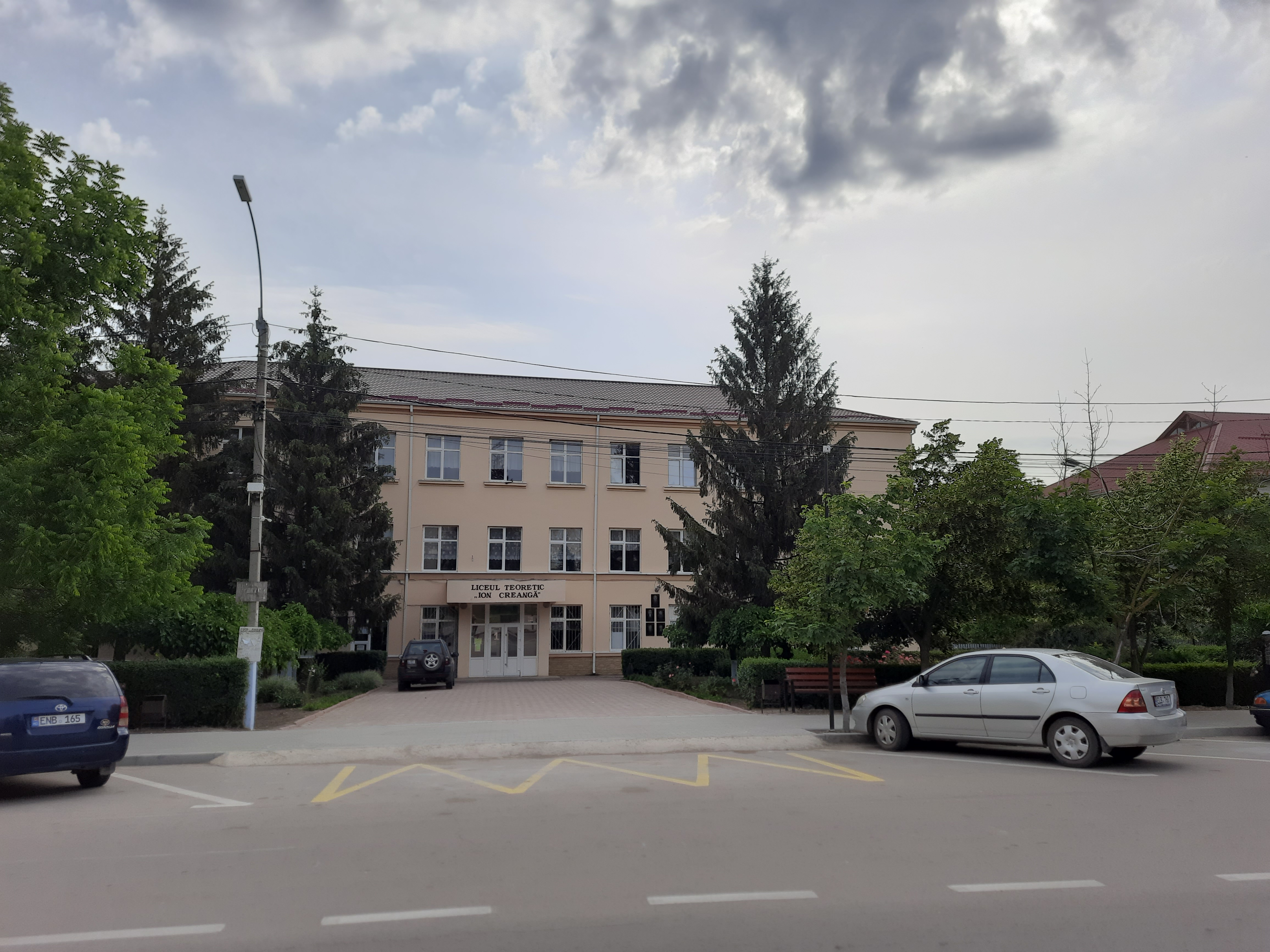
Liceul Teoretic „Ion Creangă”

Numărul locuitorilor — 12 800 locuitori (2006). În anul 1897 aici au locuit 4 350 persoane, în 1970 — 10 892, în 1979 — 13 340, în 1989 — 16 071, în 1992 - 19 800, iar în 2006 - 12800.
În anul 2005 coeficientul de mortalitate la 1000 persoane a constituit — 12 p., iar natalității — 10.
Majoritatea absolută a populației constituie – moldovenii (mai mult de 3/4), restul fiind ucraineni, ruși, găgăuzi, bulgari, români și țigani. Anterior în oraș au locuit mulți evrei, în anul 1897 – 750 din 4350 (17%).
Rețeaua de învățământ cuprinde 6 instituții preșcolare, 4 școli în care își fac studiile 2.800 de elevi și un liceu în care învață 370 elevi. De asemenea în oraș activează o școală polivalentă. Sistemul de ocrotire a sănătății este asigurat de un centru al medicilor de familie, un spital și o stație de salvare. În sistemul de ocrotire a sănătății activează 90 de medici și 182 personal mediu medical. Activitatea culturală se desfășoară în biblioteca publică și casa de cultură din oraș. Evenimentele culturale din oraș sunt multiple, dintre ele cele mai notorii sunt: Festivalul regional „Făt Frumos și Ileana Cosânzeana”, Festivalul Fanfarelor etc.

## Orașe înfrățite
- Nowogród Bobrzański, Polonia
- Câmpina, România
- Gmina Rokiciny, Polonia
- Hârlău, România
- Huși, România
- Vălenii de Munte, România
- Vileika, Belarus
- Câmpia Turzii, România
- Comuna Pădureni, România

## Galerie de imagini

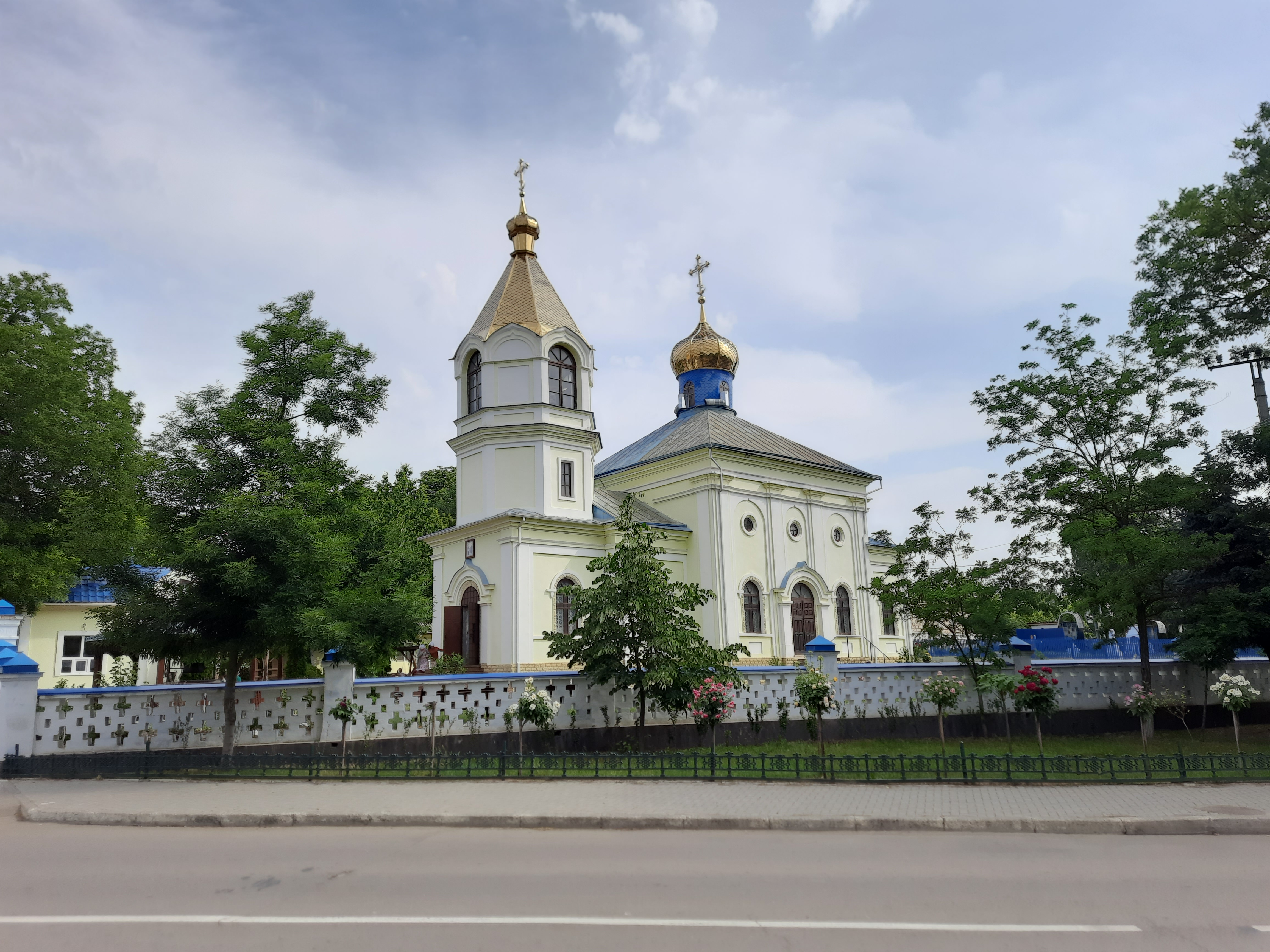
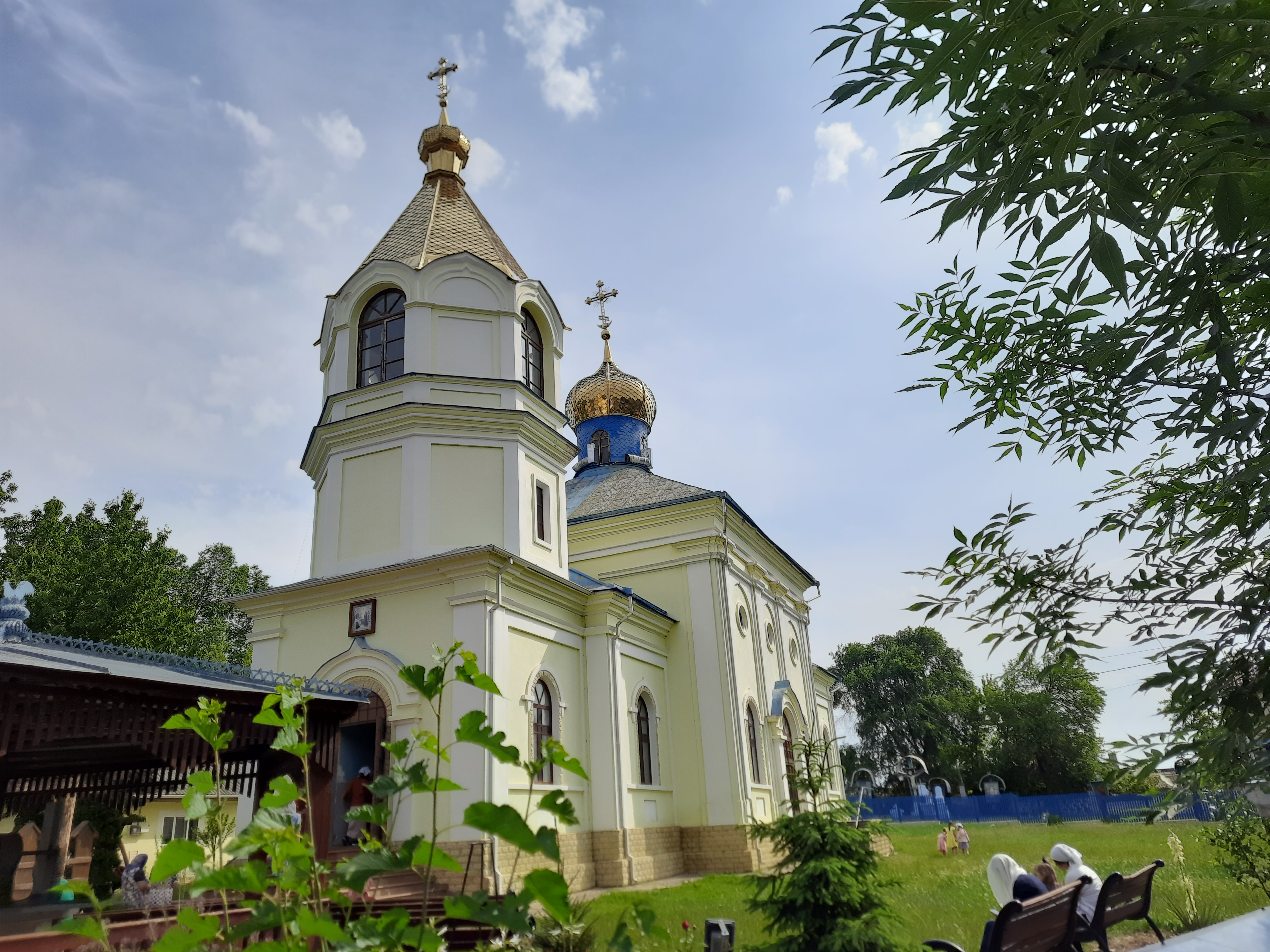
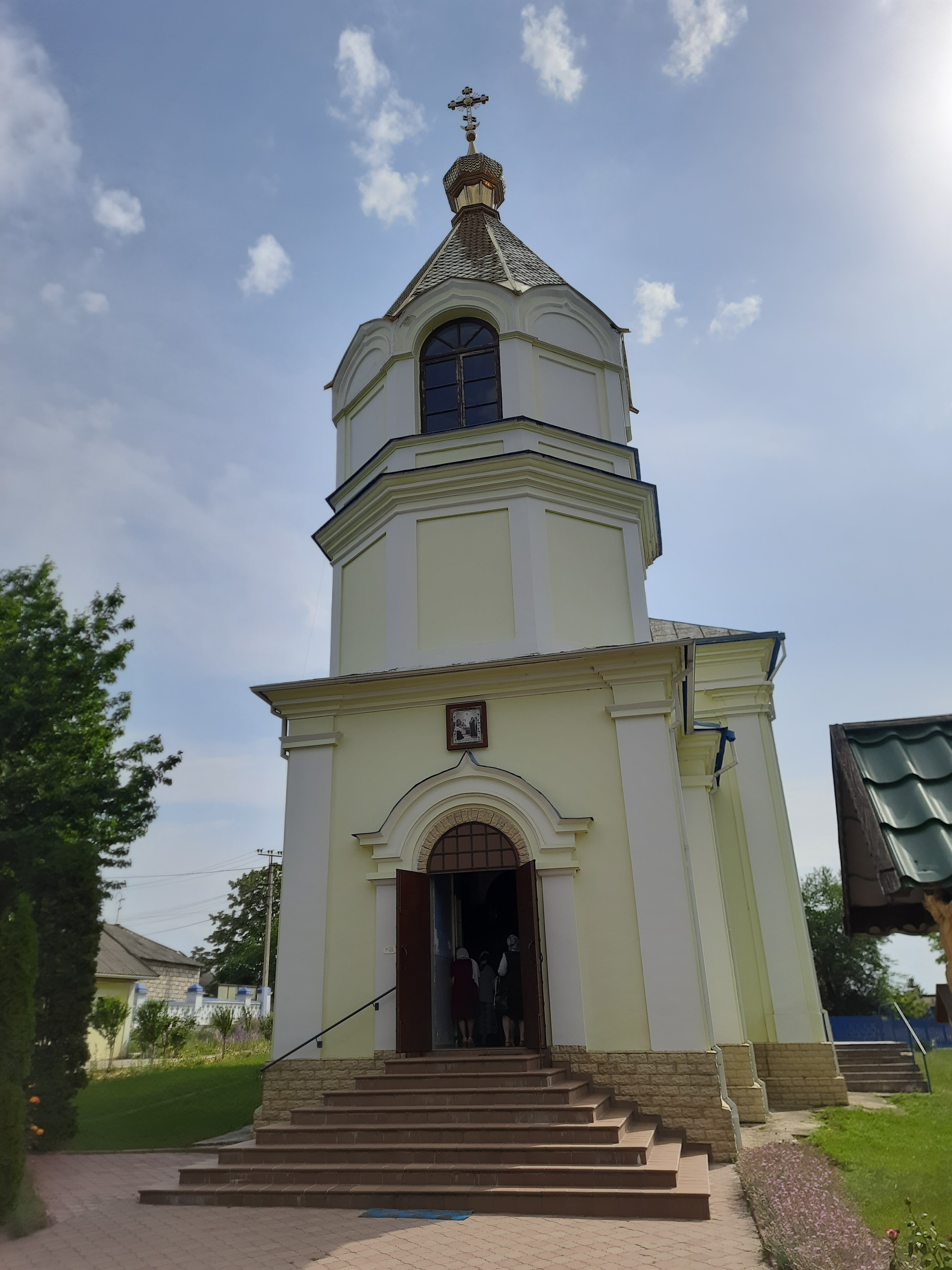
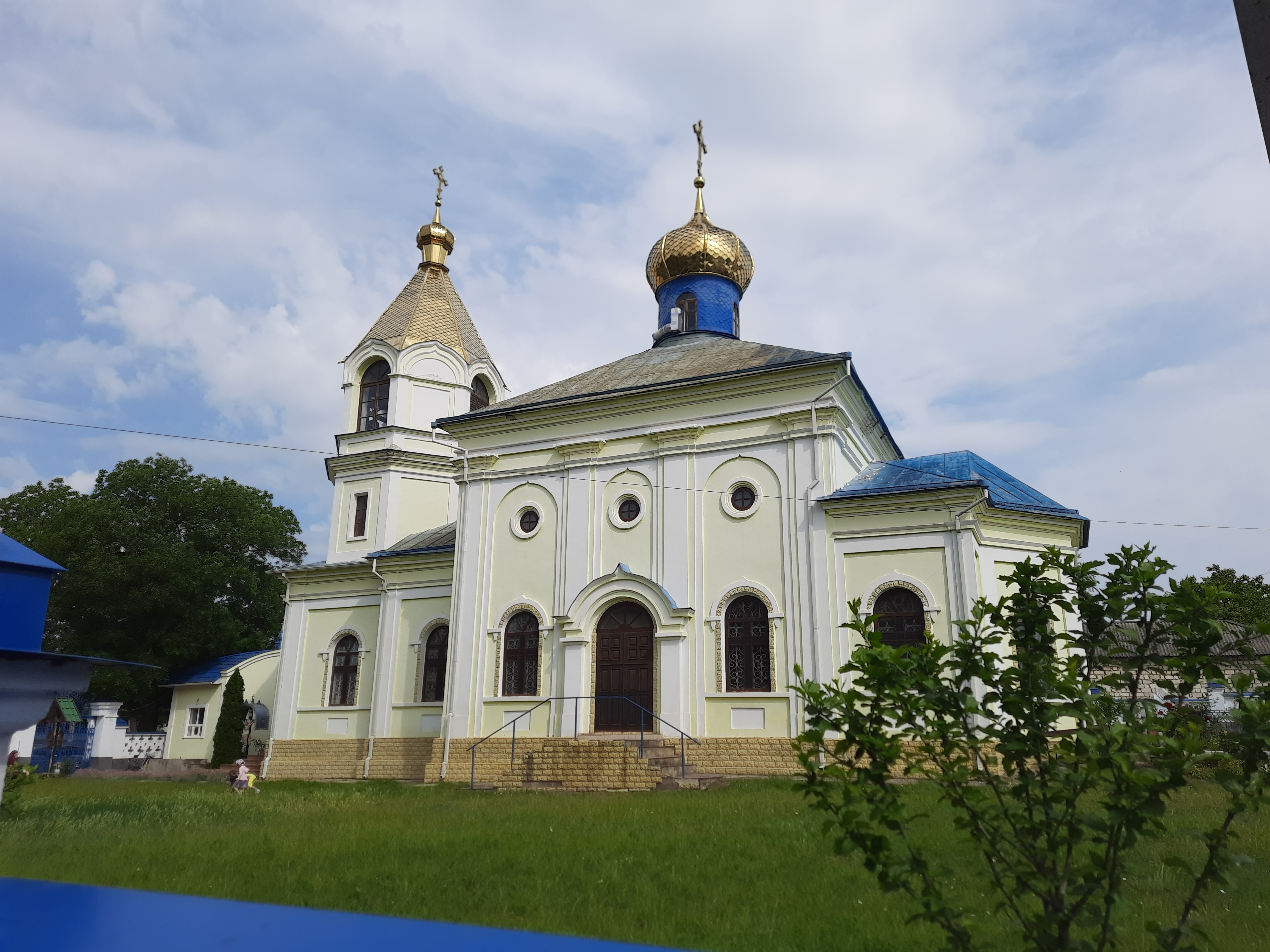
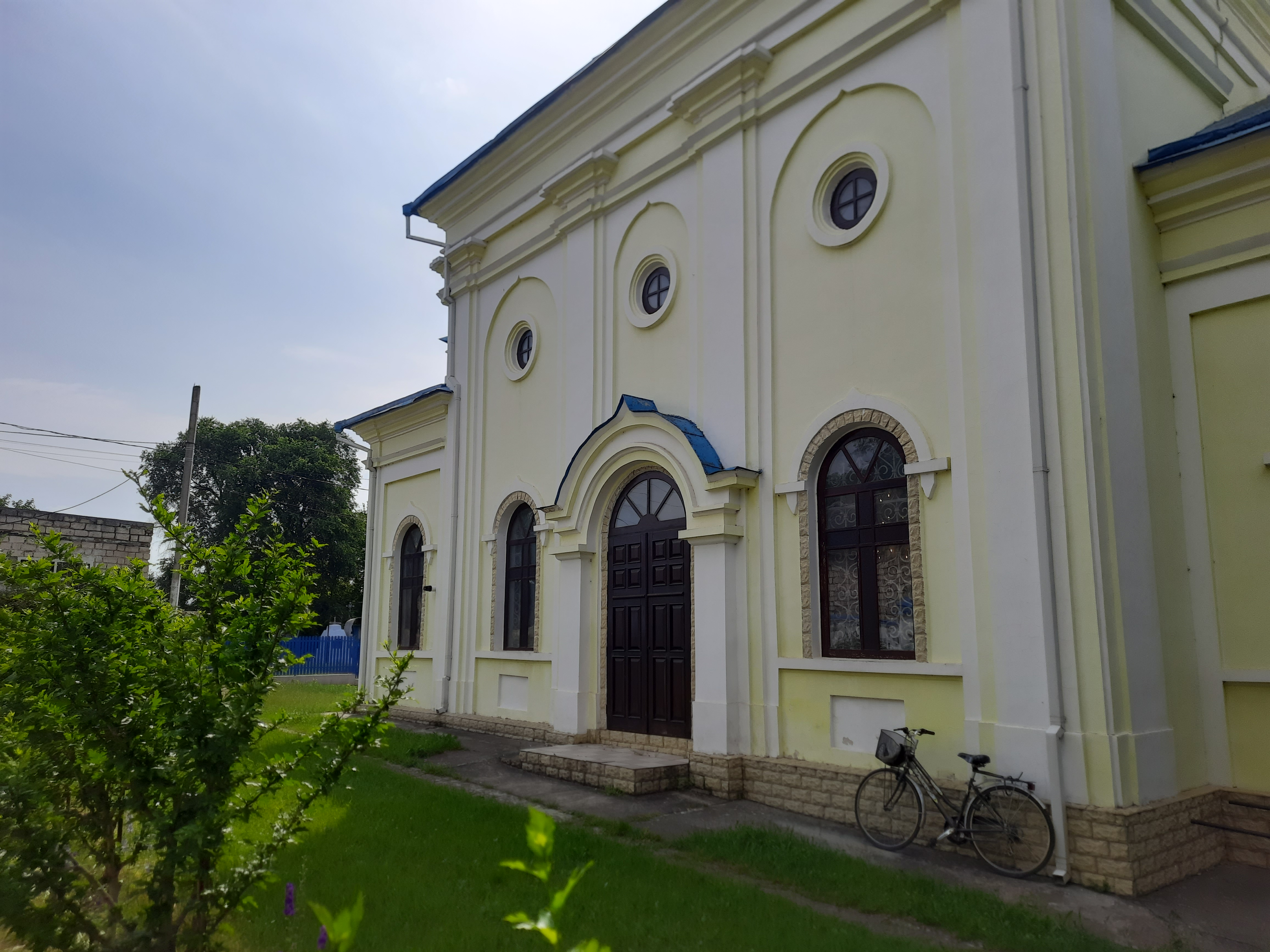
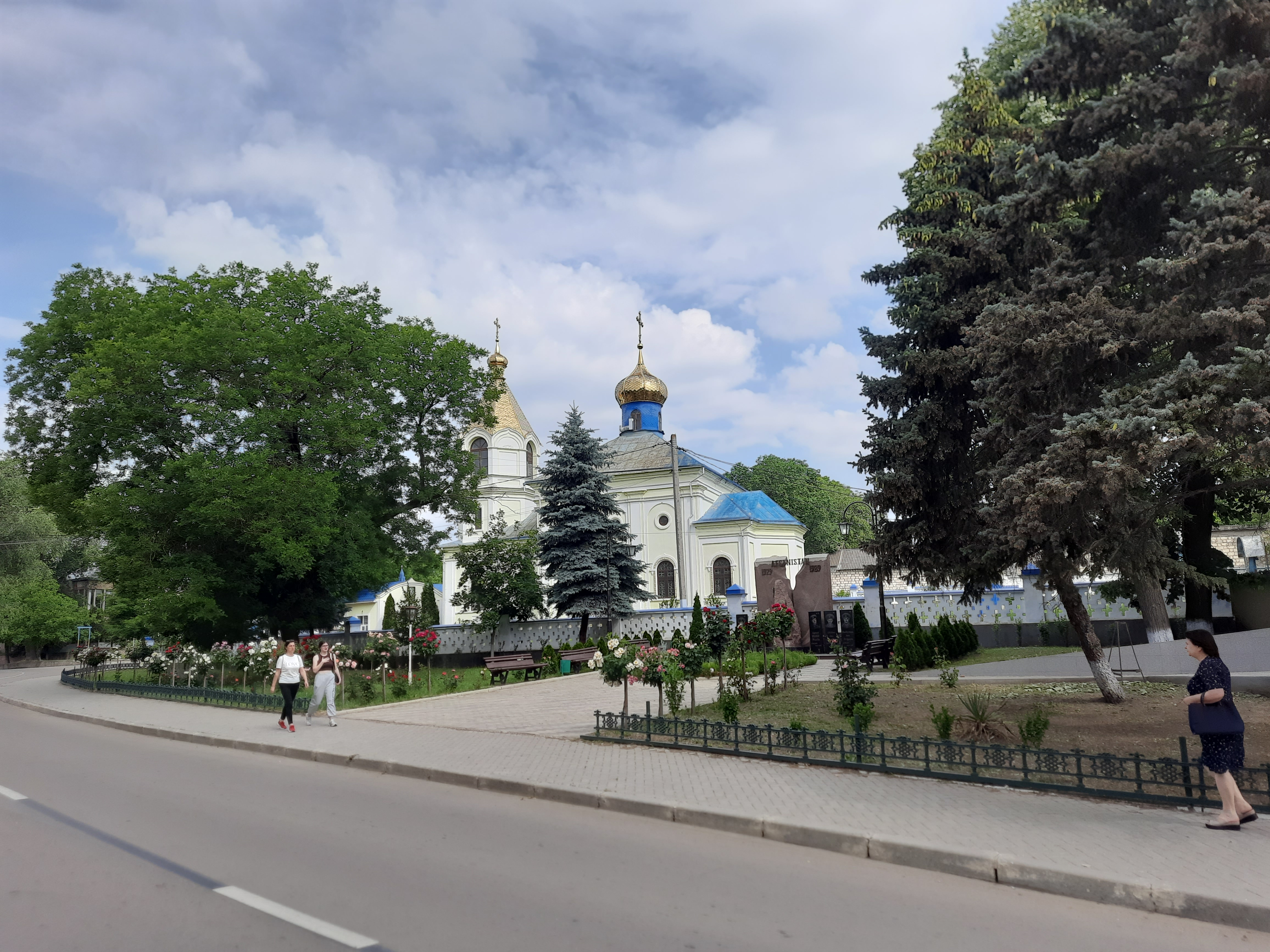

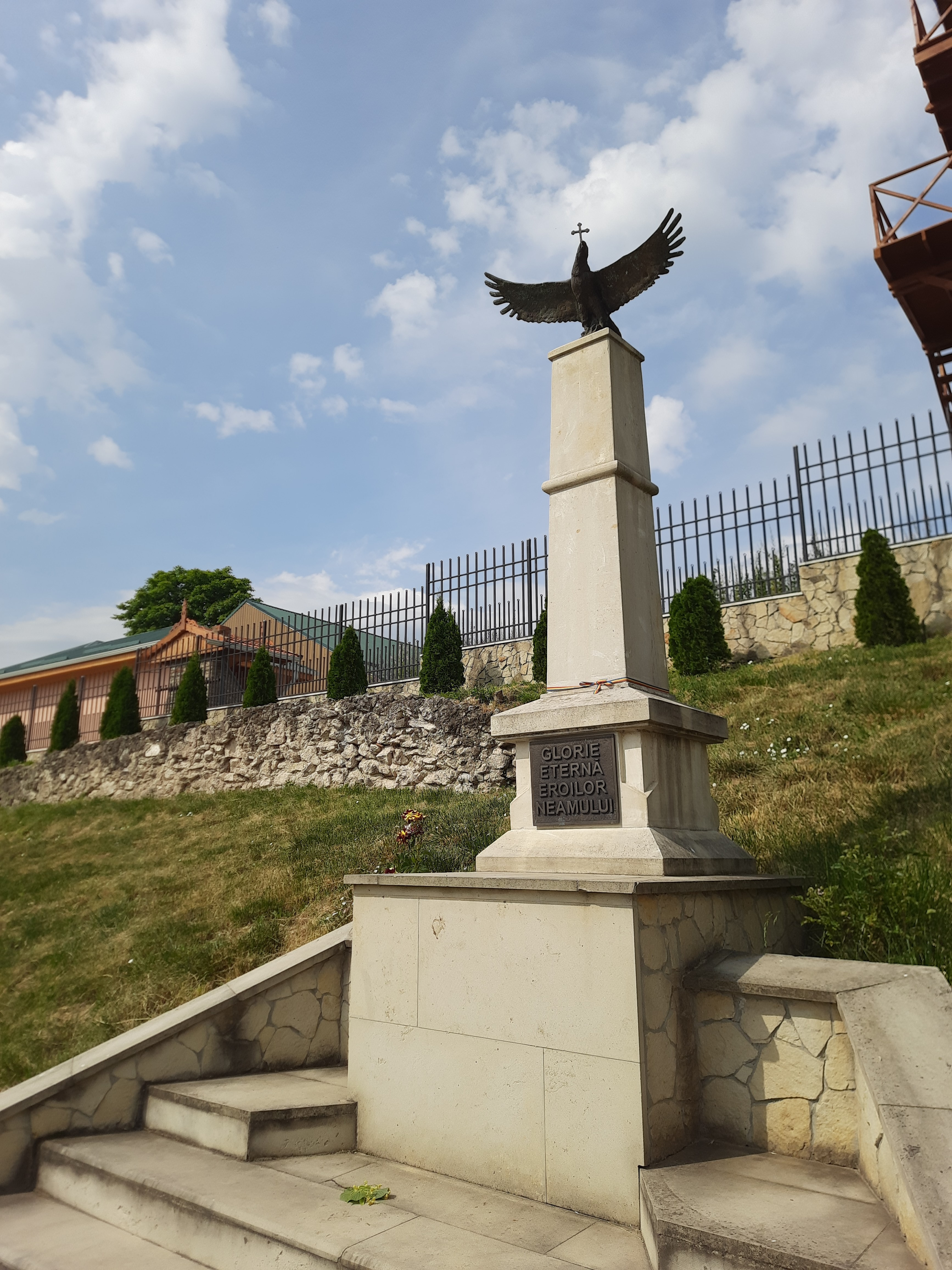
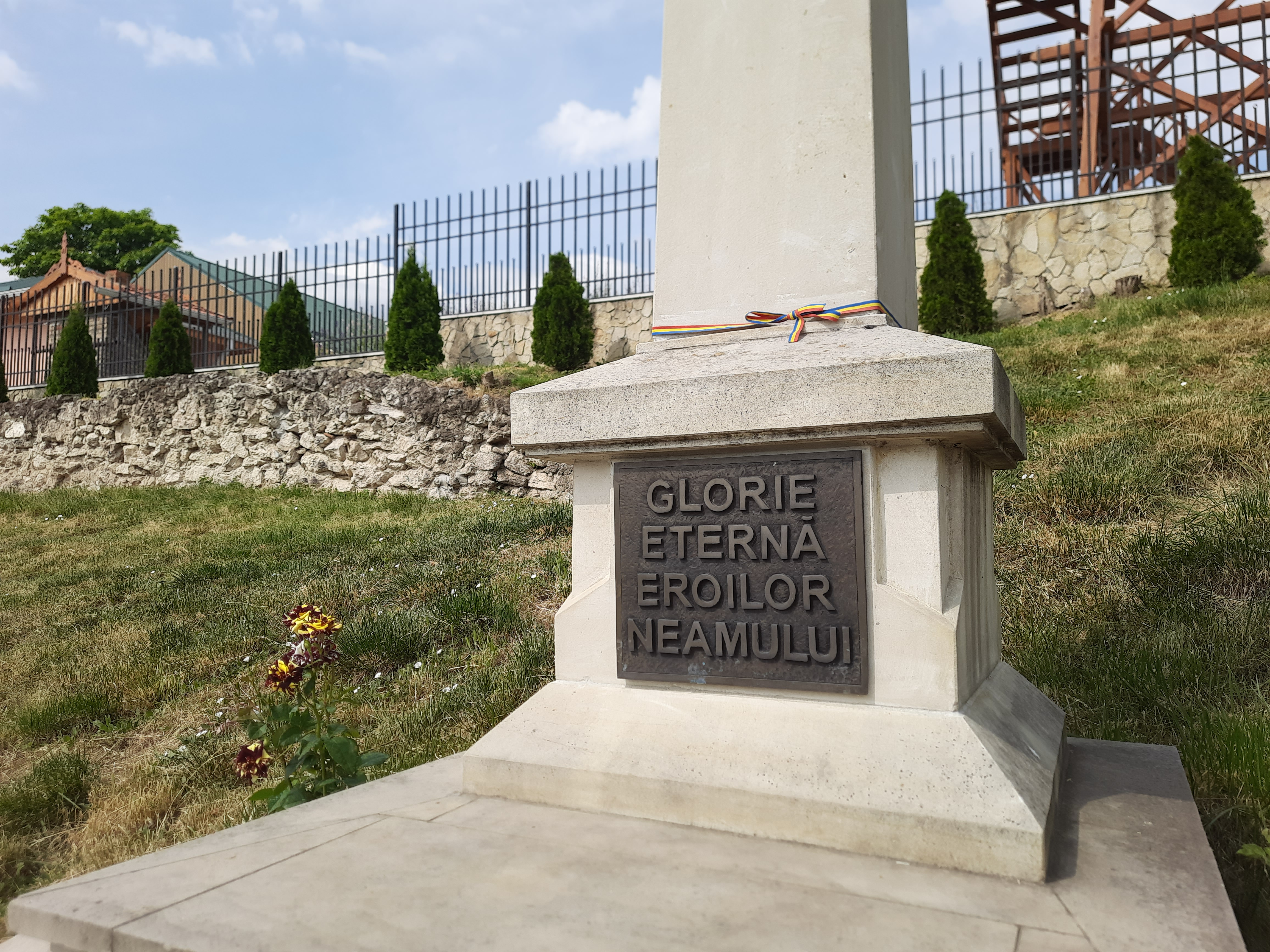
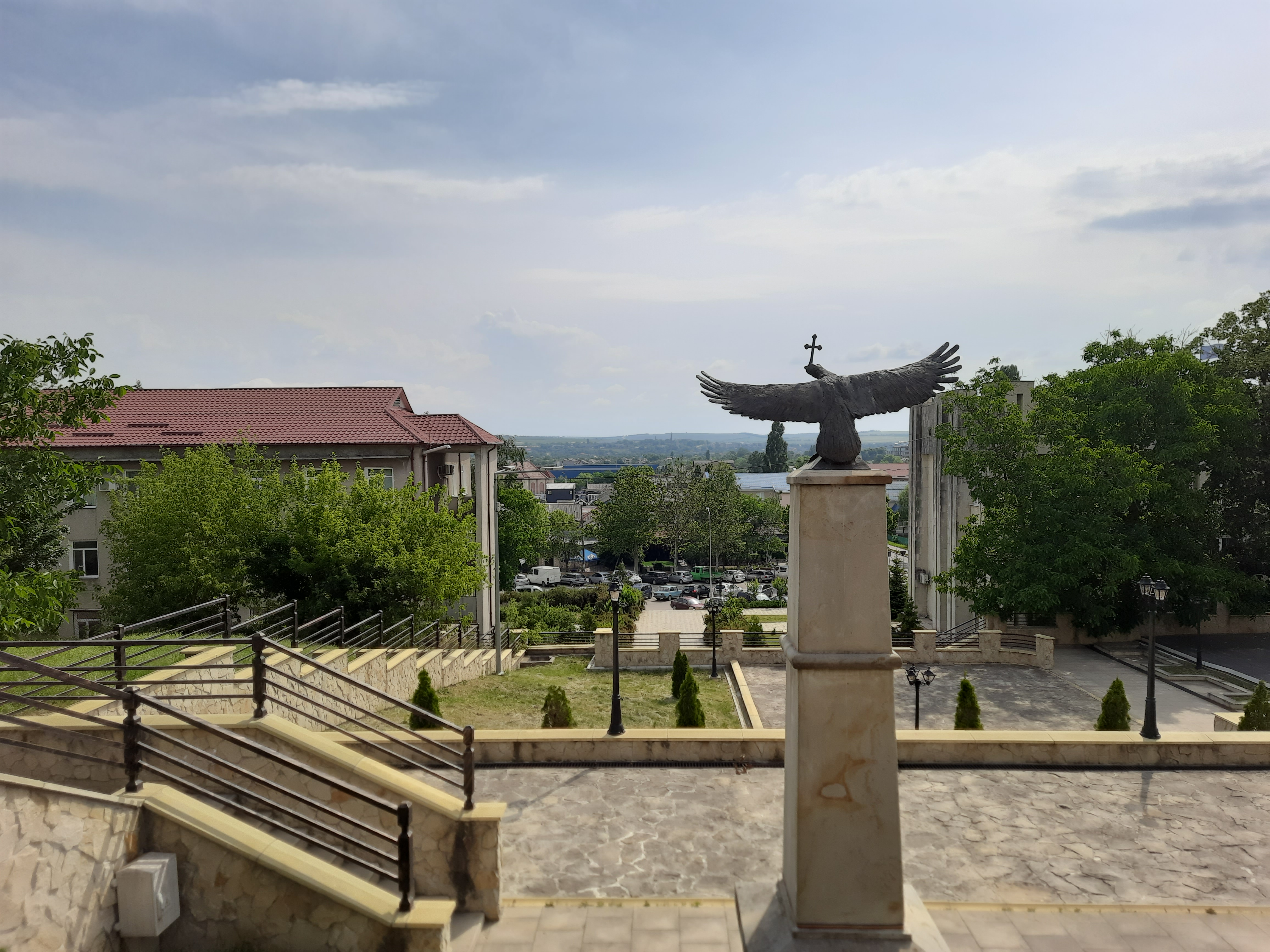
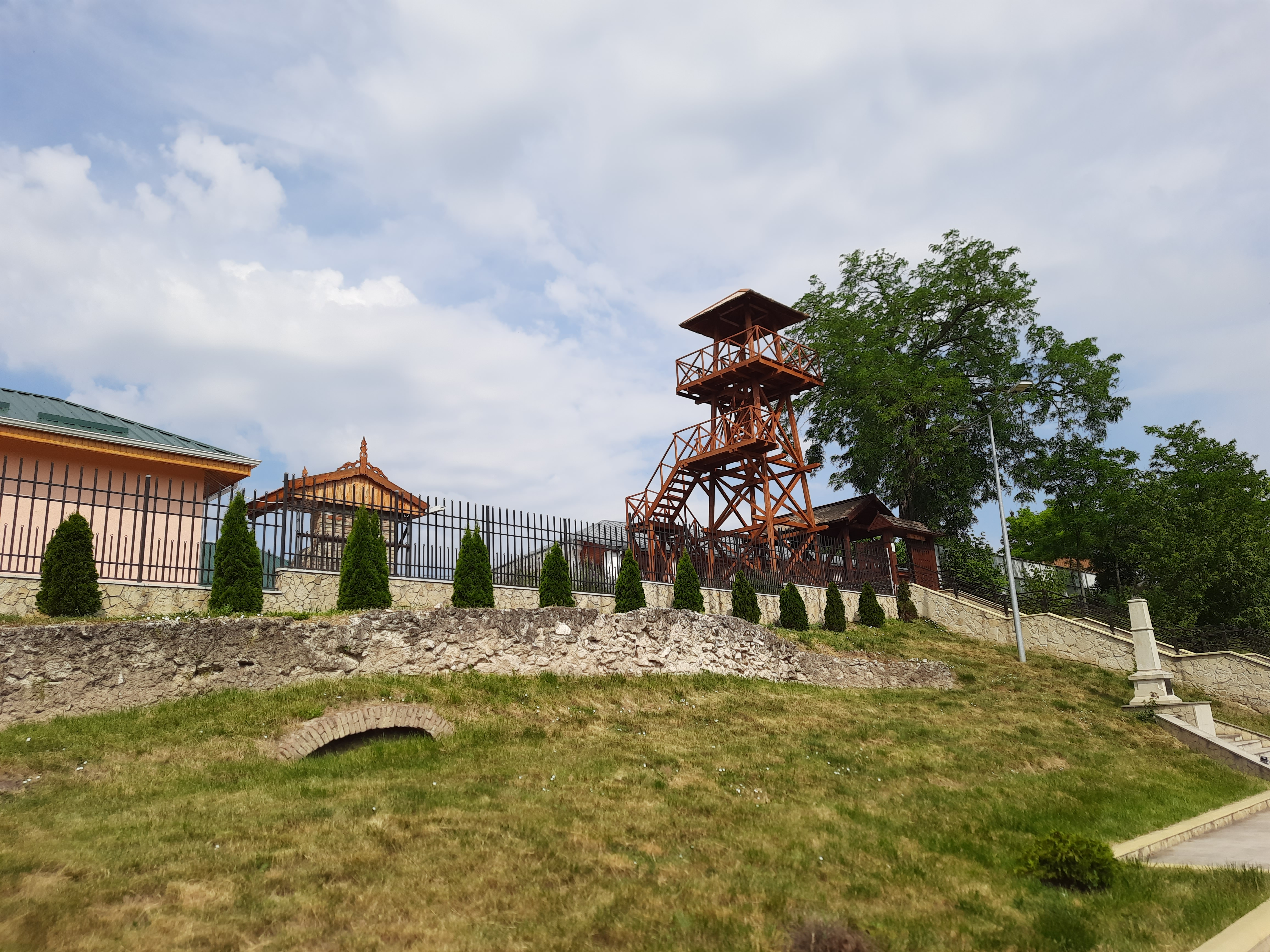
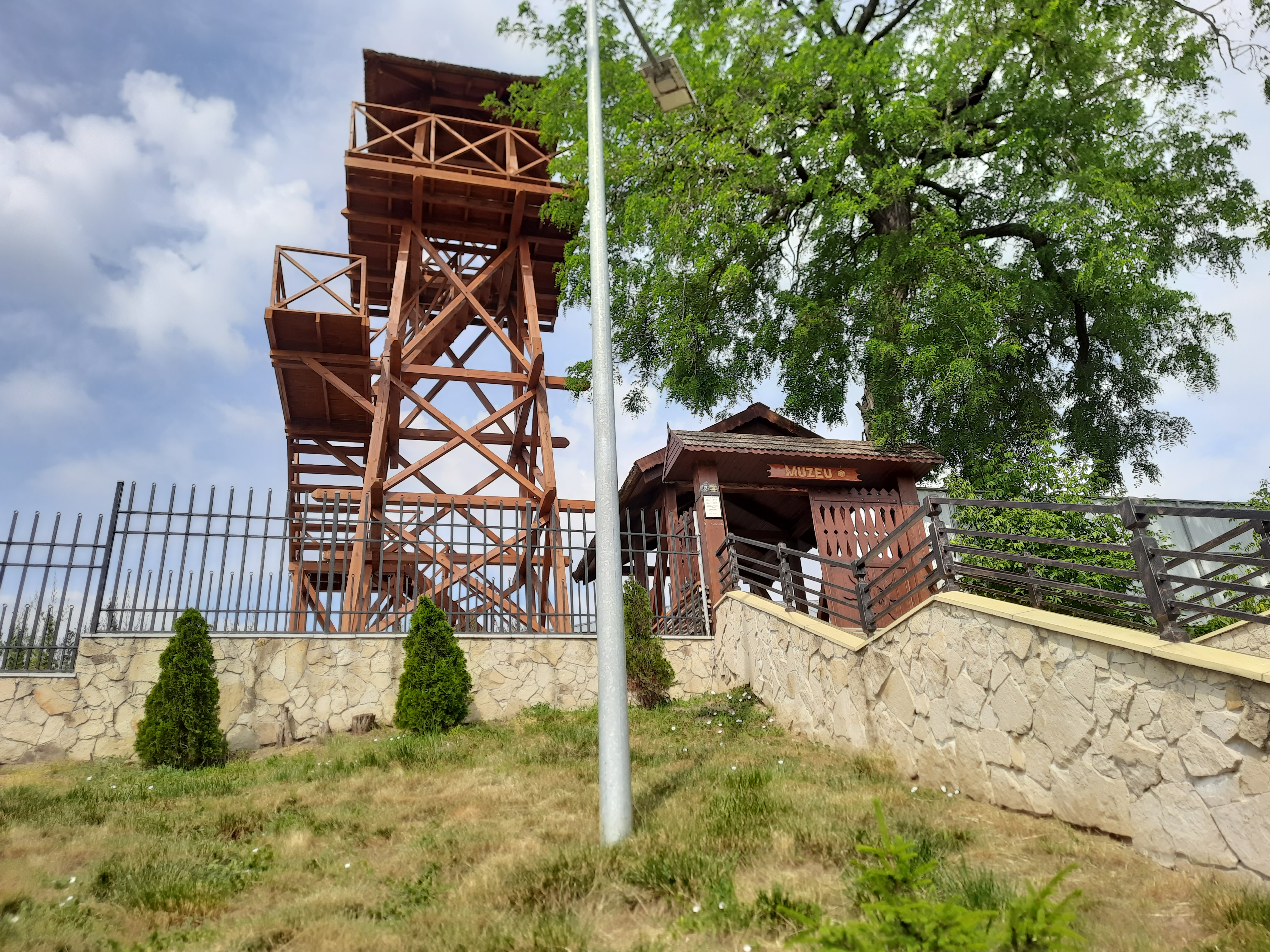

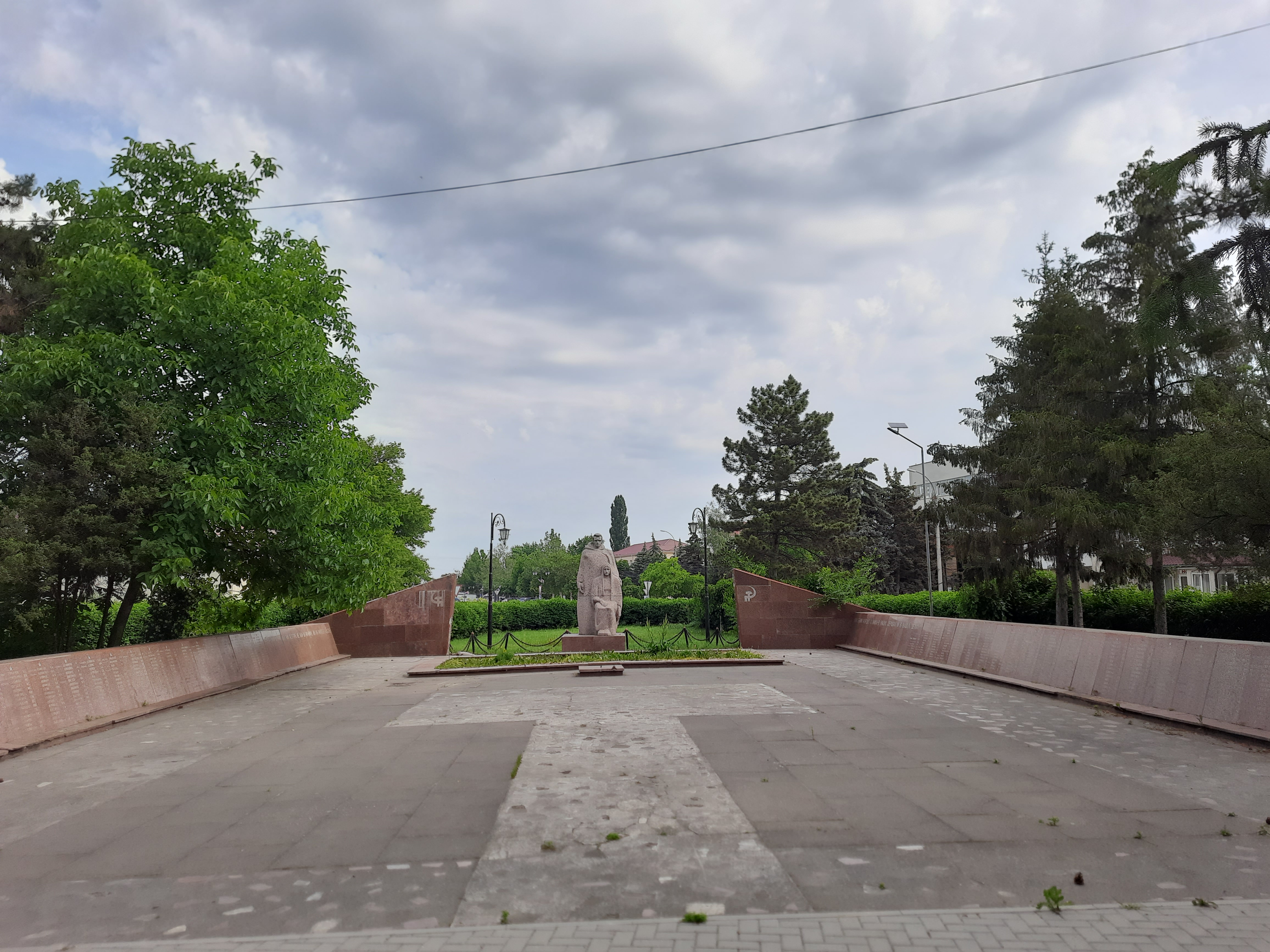
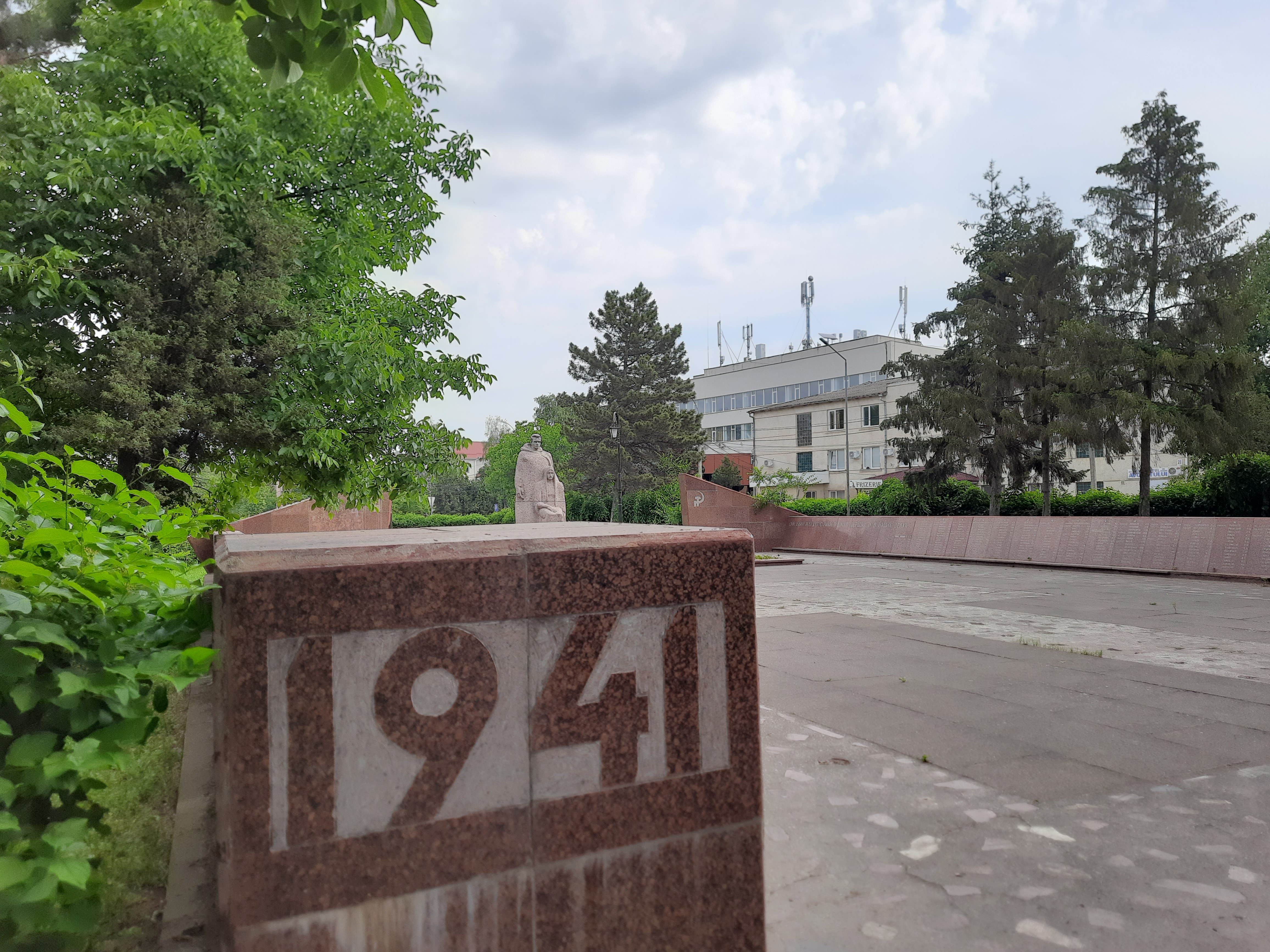
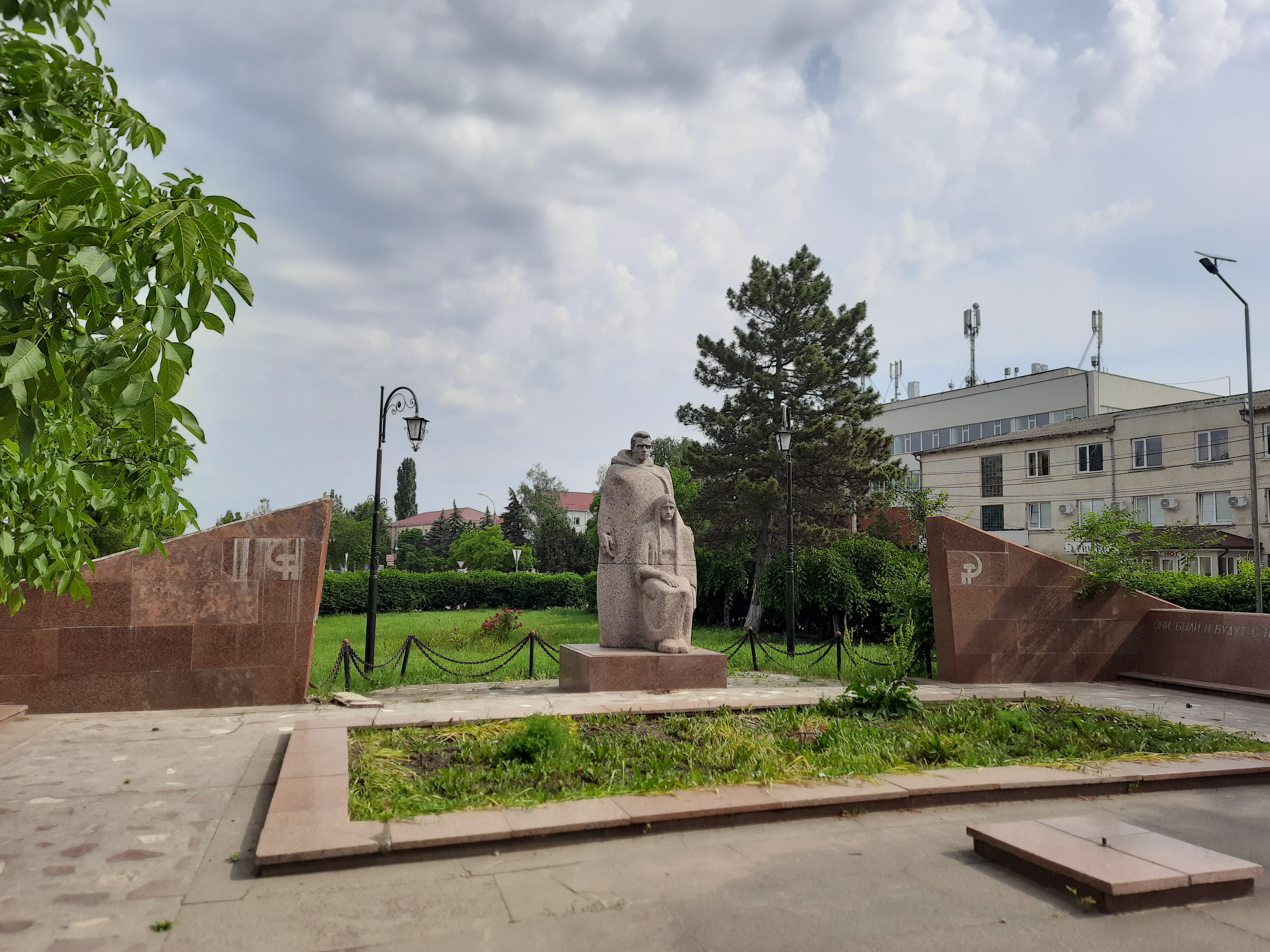
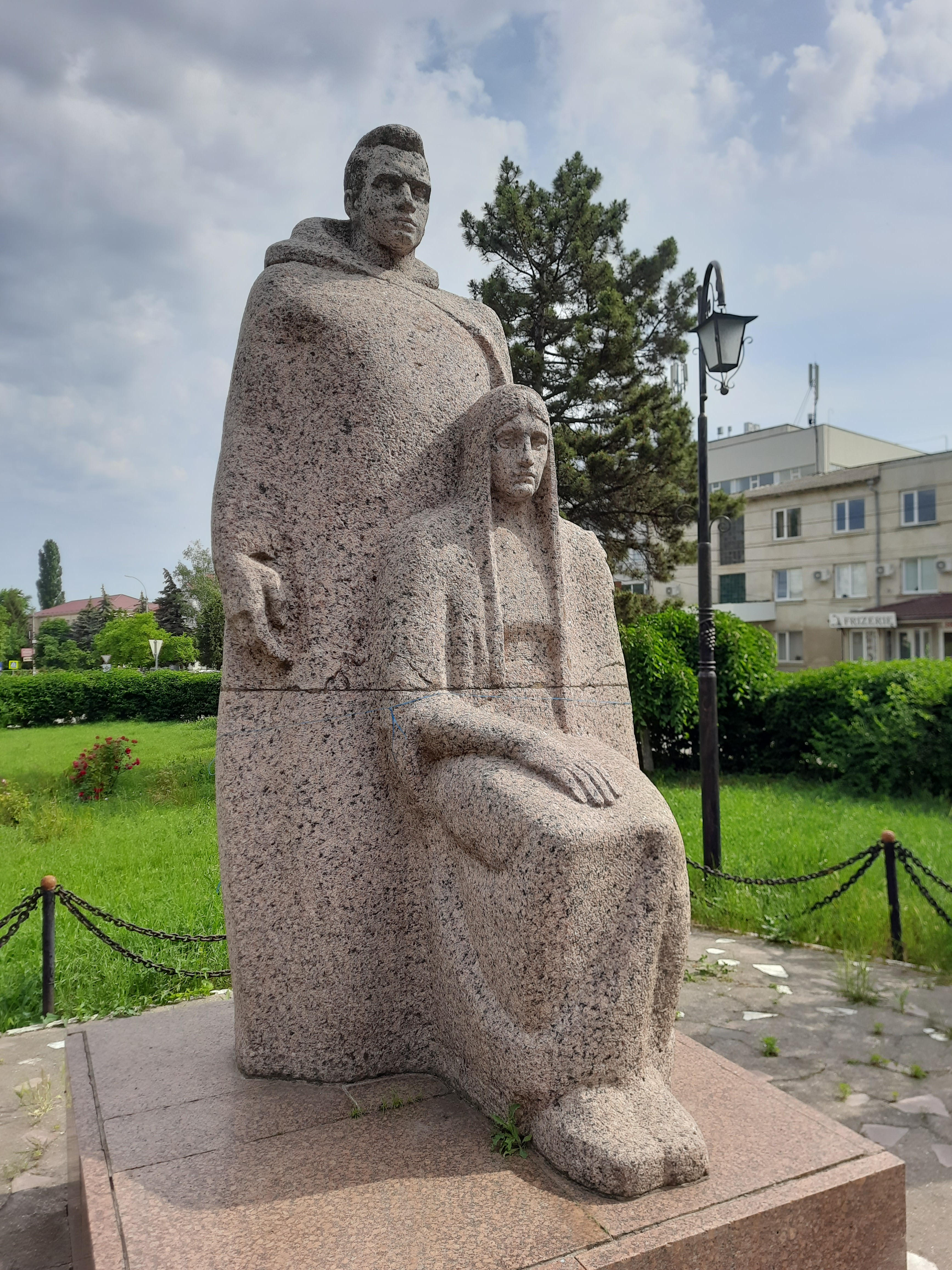
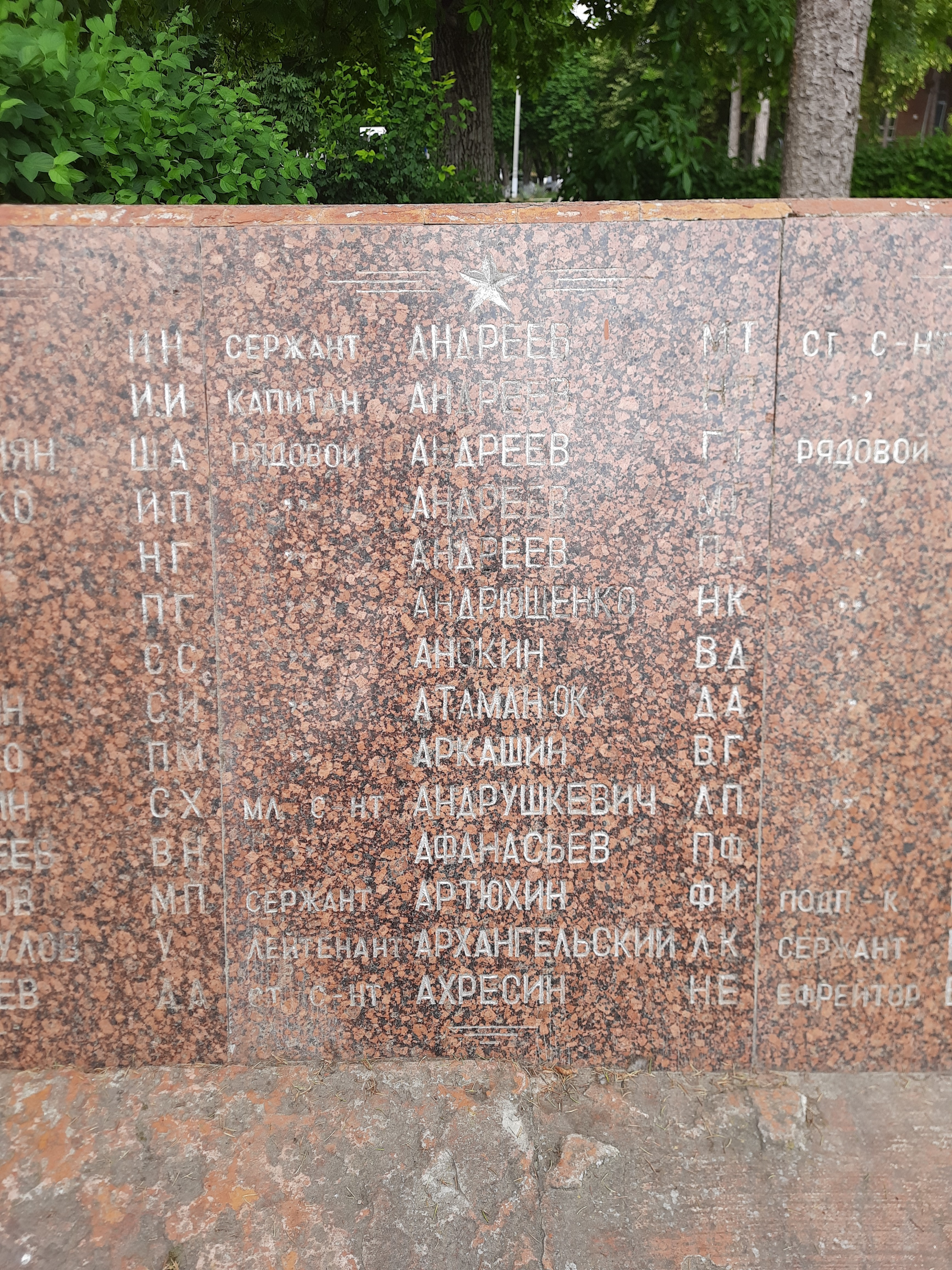

Biserica „Adormirea Maicii Domnului”, monument ocrotit de stat.
Memorialul eroilor, în memoria celor căzuți în Primul Război Mondial.
Memorialul ostașilor căzuți în Al Doilea Război Mondial.
Alte monumente

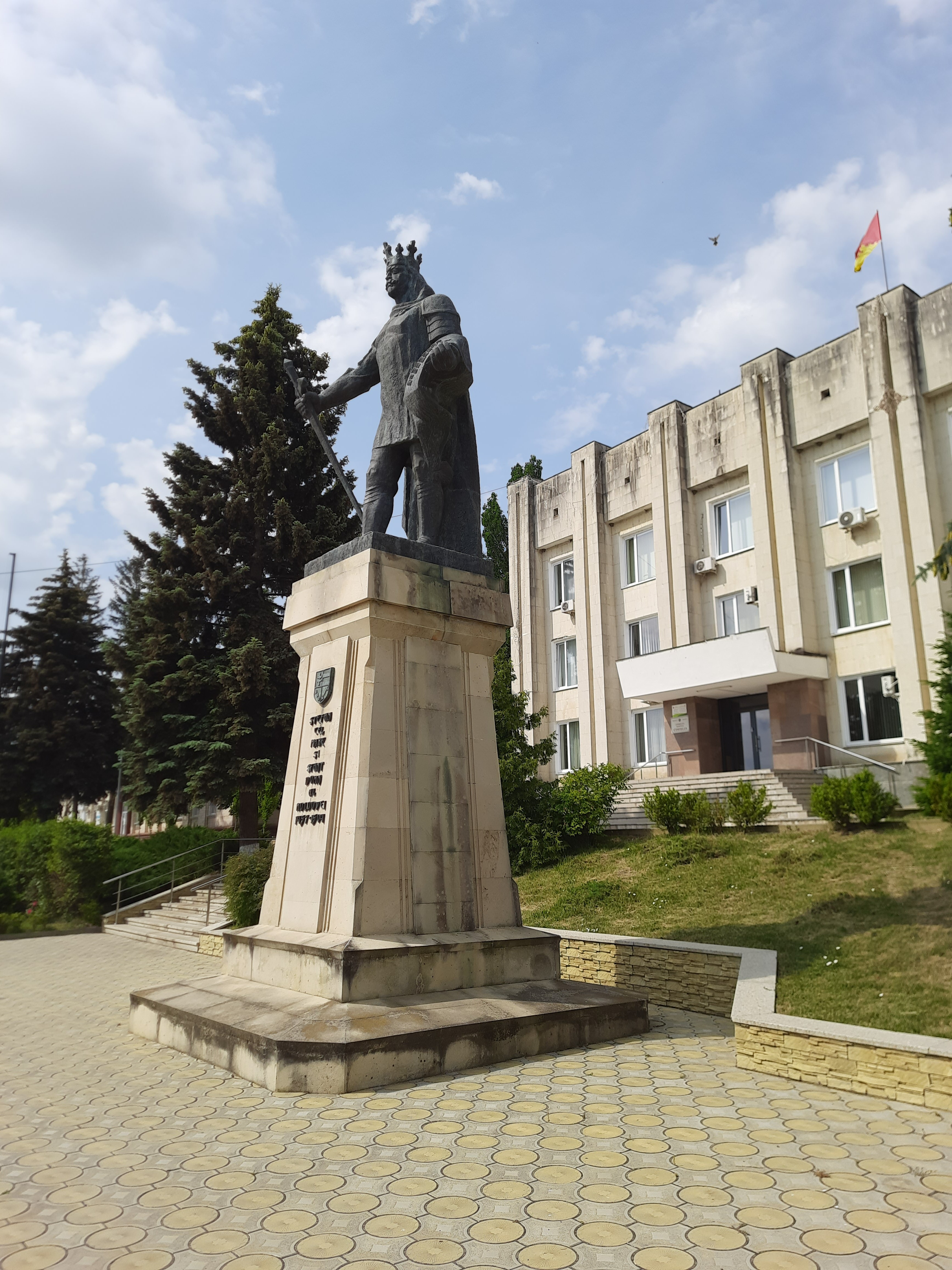
Statuia lui Ștefan cel Mare
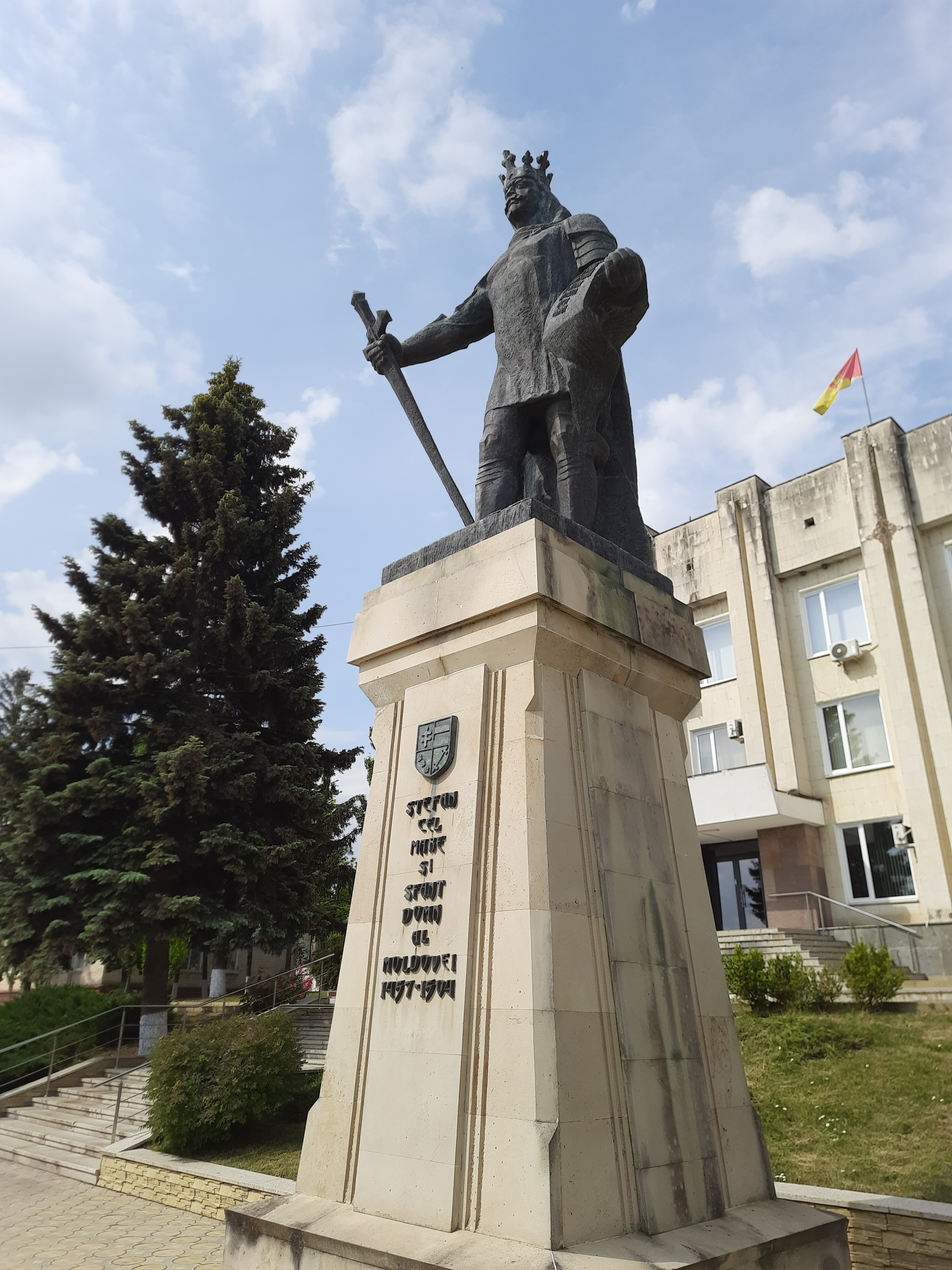
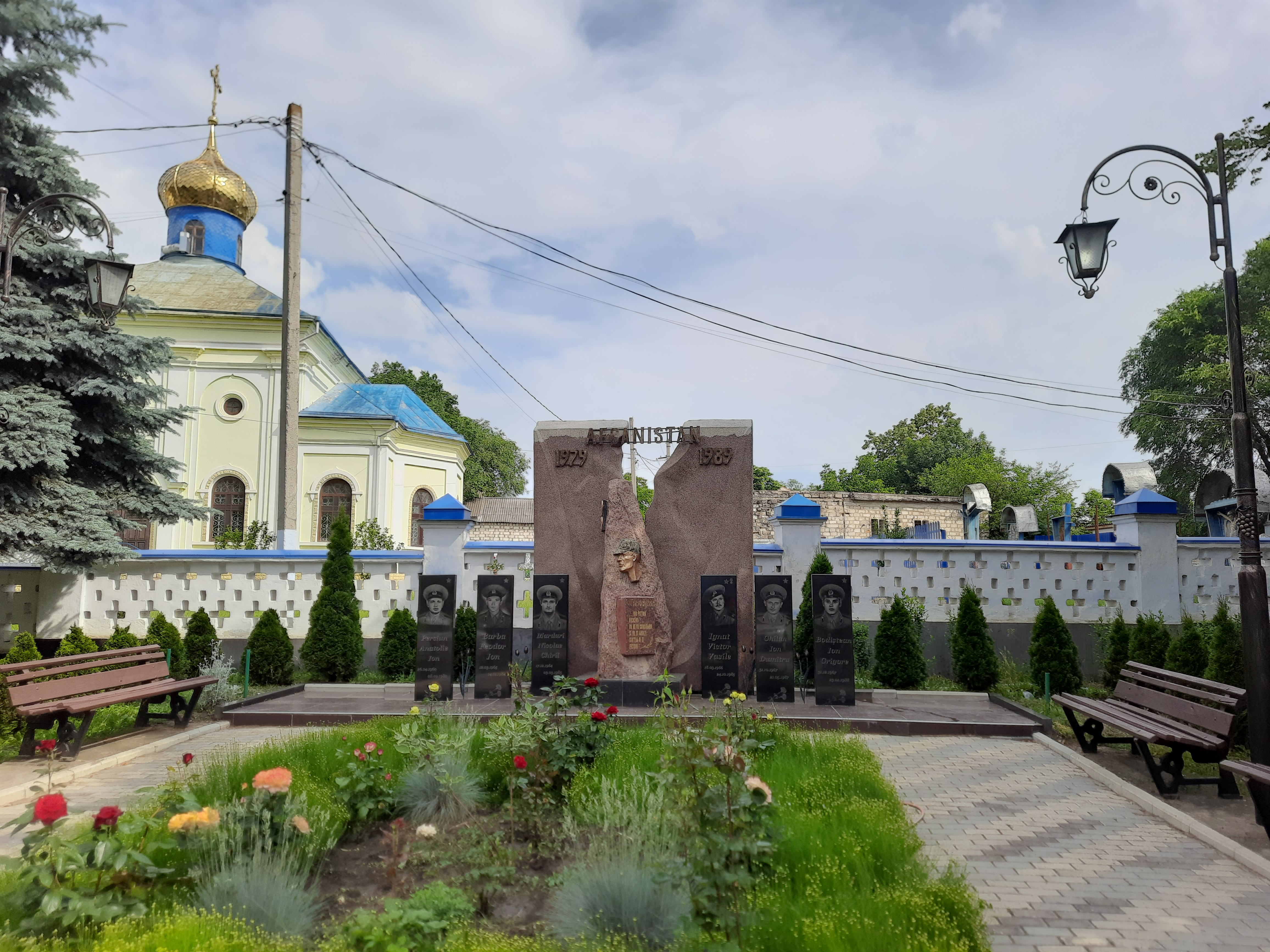
Monumentul celor căzuți în Războiul din Afganistan
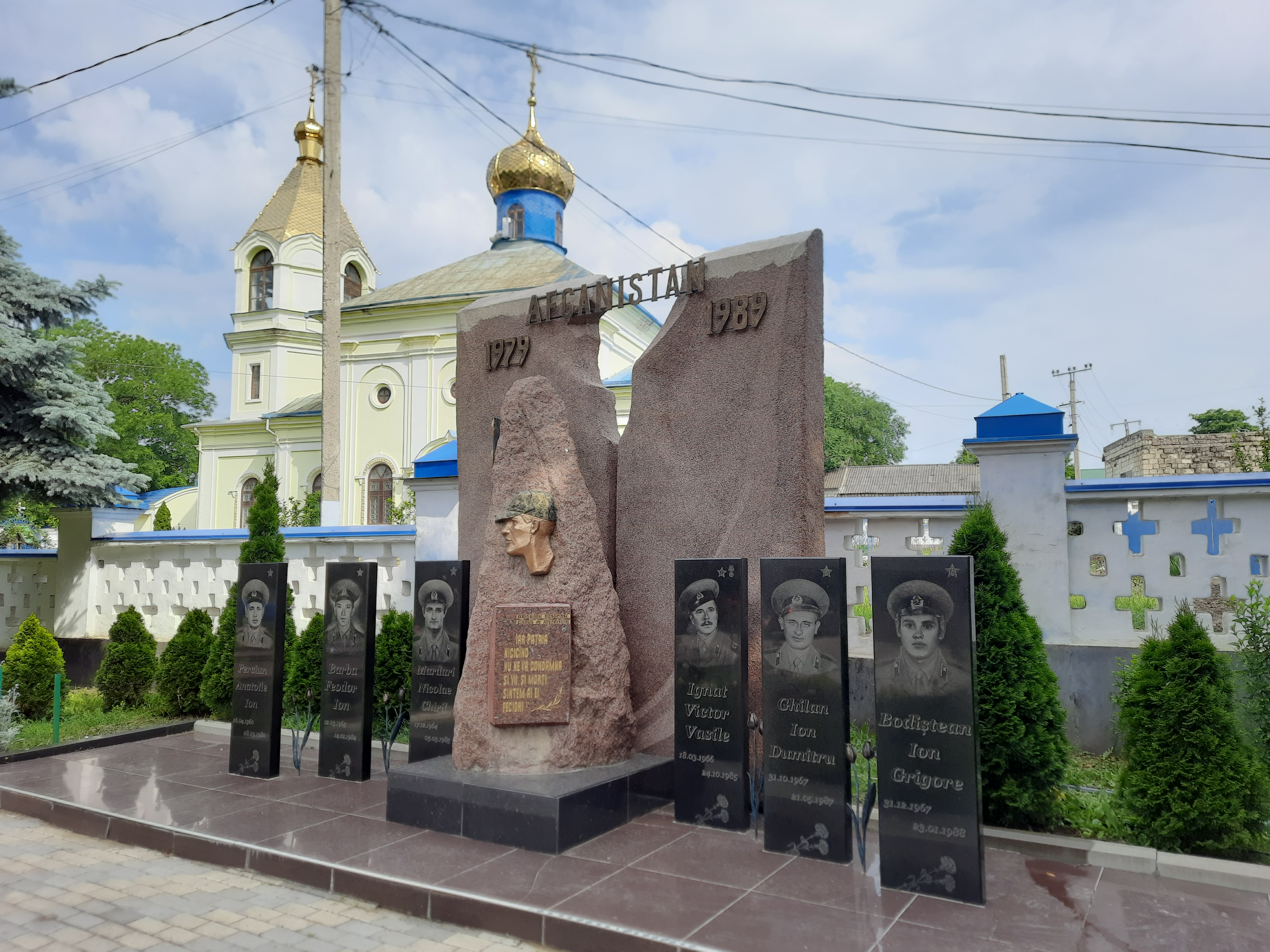
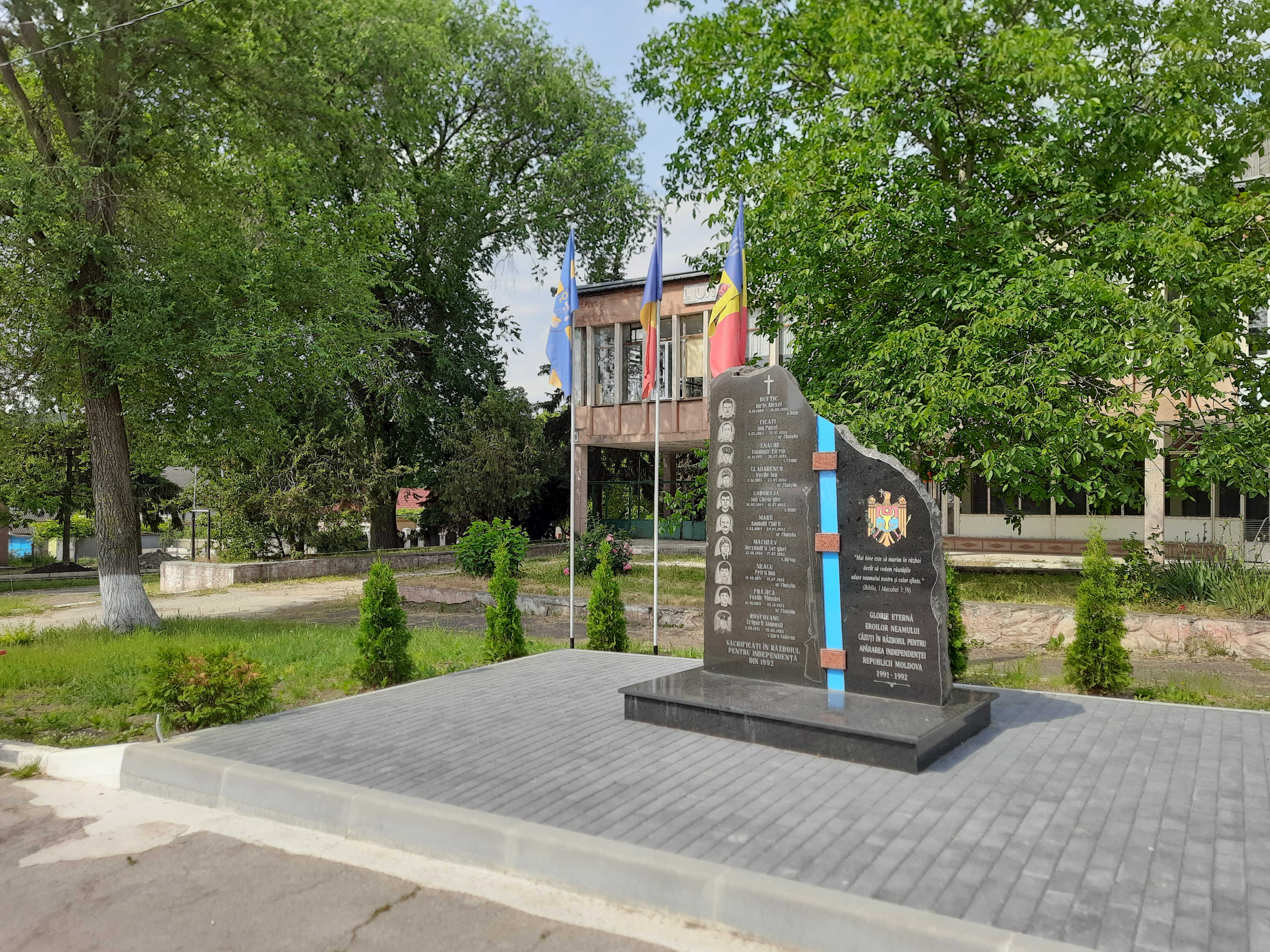
Monumentul eroilor căzuți în Războiul din Transnistria
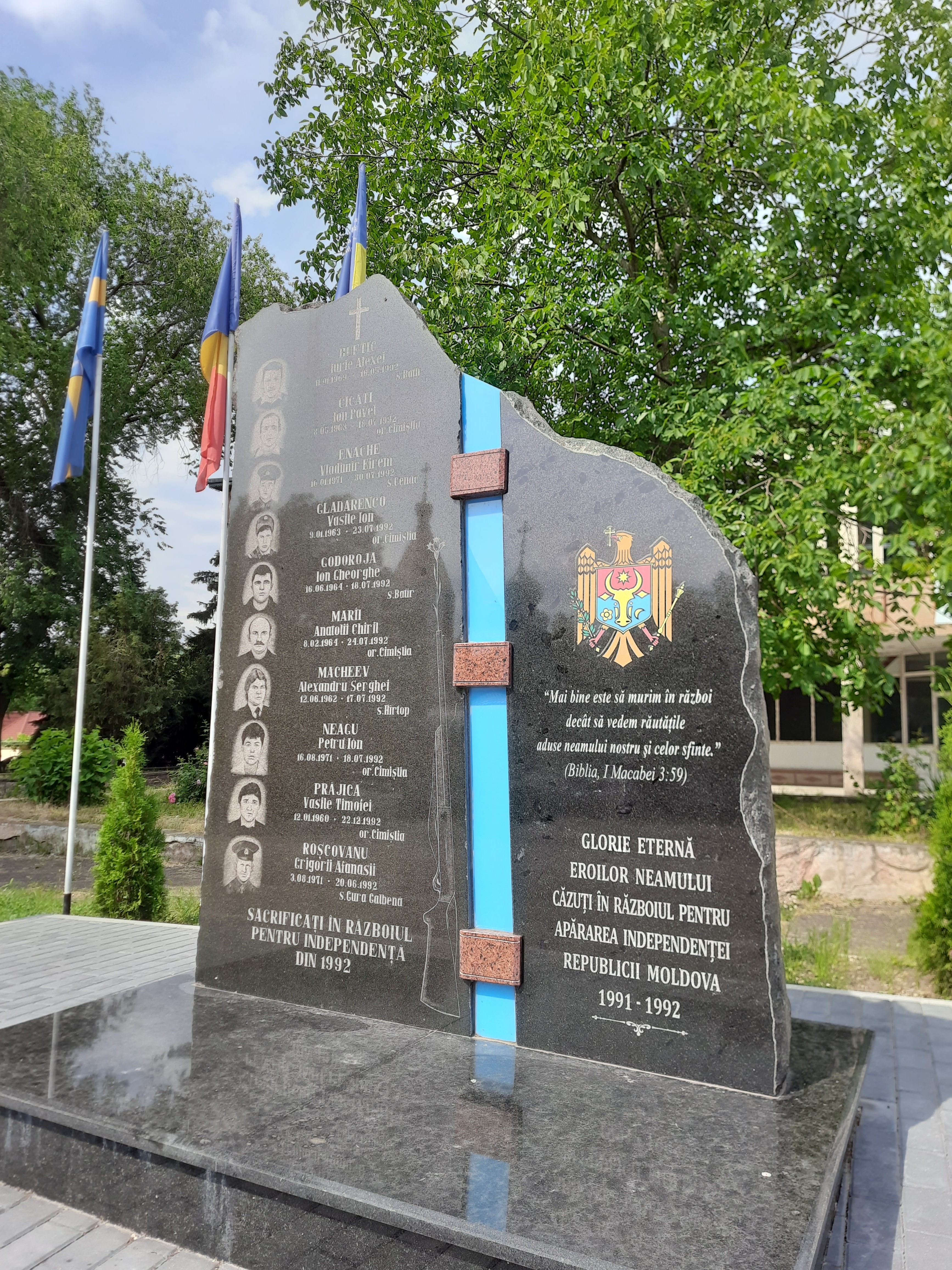

## Personalități

### Născuți în Cimișlia
- Mihail Leibovici (1908–1941), militant sovietic și activist clandestin comunist din Basarabia
- Iurie Leancă (n. 1963), diplomat și politician, fost prim-ministru al Republicii Moldova (2013–2014)
- Igor Ciornei (1923-2010), profesor, violonist, dirijor al Filarmonicii „Mihail Jora“ din Bacău (România)[8]